# Spójnia Stargard
 Spójnia Stargard (ze względów sponsorskich występująca pod nazwą PGE Spójnia Stargard) – polski klub koszykarski grający w Polskiej Lidze Koszykówki (polska I liga) z siedzibą w Stargardzie. Powstał w 1949 jako zrzeszenie sportowe „Spójnia” z sekcjami wielosekcyjnymi: boks, piłka nożna, żeglarstwo, kolarstwo, pływanie, od 1953 jako Terenowe Koło Sportowe ZS „Spójnia” z sekcją koszykówka mężczyzn, w 1954 ZS „Sparta”, od 1956 KS „Spójnia”, w 1961 z dwóch klubów powstał SKS „Spójnia” z sekcjami koszykówka mężczyzn i kobiet (rozwiązana w 1969) oraz żeglarską i tenisa ziemnego, w latach 60/90. brydż sportowy, szachy, tenis ziemny, piłka ręczna, karate, aikido (obecnie nie funkcjonujące przy klubie). W sezonie 1996/1997 klub zdobył wicemistrzostwo Polski. Od 2004 klub był jako stowarzyszenie KS Spójnia Stargard z koszykówką w I lidze, od 2015 z sekcją kobiecej siatkówki w III lidze, od 2016 w II lidze w piłce siatkowej kobiet. 17 maja 2018 klub po 14 latach przerwy awansował do Polskiej Ligi Koszykówki. Po powstaniu spółki akcyjnej Spójnia Stargard – Sportowa Spółka Akcyjna w stowarzyszeniu KS Spójnia Stargard pozostała sekcja siatkarska. Zespoły klubu ze względów sponsorskich występują pod nazwą PGE Spójnia Stargard. W sezonie 2023/2024 klub wygrał turniej Lotto 3×3. 7 maja 2025 stargardzka drużyna zajęła ostatnie 16 miejsce w ekstraklasie i spadła do I ligi. 

## Historia

### Geneza
We wrześniu 1949 rozpoczęło działalność Zrzeszenie Sportowe „Spójnia” w wyniku likwidacji koła sportowego ZS „Związkowiec”. ZS „Spójnia” składało się z następujących kół sportowych (sekcji): boks, piłka nożna, żeglarska, kolarska, pływacka. Pierwszym prezesem ZS „Spójnia” został Józef Tropaczyński, którym był do 1953. ZS „Spójnia” prowadziło działalność we wpółpracy przy danym zakładzie patronackim. ZS „Spójnia” przejęło basen pływacki w 1949 i od 1950 klub prowadził sekcję pływacką, stworzył powszechne warunki do uprawiania tego sportu. W 1951 Powiatowy Komitet Kultury Fizycznej wraz z klubem Spójnia zorganizował pierwsze mistrzostwa szkół. W 1952 odbyły się mecze w Szczecinie w ramach Pucharu Polski. Do tych rozgrywek zakwalifikował się zespół SKS Stargard Szczeciński przy Państwowym Liceum Pedagogicznym.

### Powstanie sekcji, wydarzenia 1953–1993
1 sierpnia 1953 połączono wszystkie koła sportowe, działające od 1949 przy zakładach pracy, w jedno Terenowe Koło Sportowe ZS „Spójnia”. Powstała sekcja koszykówki mężczyzn. Prezesem klubu został Konrad Karaszewski. W 1954 z połączenia ZS „Spójnia” z drugim stargardzkim ZS „Ogniwo”, powstało ZS „Sparta”. W 1956 polski sport przeszedł kolejną reorganizację. Działające zrzeszenia sportowe zastąpiły federacje sportowe działające przy CRZZ. W wyniku tych przeobrażeń powstał KKS „Błękitni”, który nie przejął sekcji koszykówki. Został reaktywowany klub sportowy „Spójnia” z wiodącą sekcją koszykówka. W 1961 Klub Żeglarski „Miedwie” połączył się ze „Spartą”, klubem sportowym „Spójnia” tworząc nowy klub SKS „Spójnia”. W 1966 trenerem A klasowego zespołu seniorów został Ryszard Janik. Klub w 1970 awansował do III ligi, a w 1980 do II ligi. W 1990 (sezon 1990/1991) w zespole stargardzkim zagrali zawodnicy zagraniczni z Litwy (Valdas Legus, Ridijus Steponavičius, od sezonu 1992/1993 grał Sigitas Birutis). W 1991 Spójnia z trenerem Grzegorzem Chodkiewiczem w sezonie 1990/1991 w rozgrywkach o mistrzostwo II ligi grupy B zajęła 3 miejsce. W 1993 (sezon 1992/1993) zespół nie awansował do I ligi po przegranym barażowym meczu z Pogonią Szczecin.

### Awans do ekstraklasy, PGE Spójnia Stargard SSA, wydarzenia 1994–2019
W 1994 „Spójnia-Sterna Stargard” w rundzie zasadniczej sezonu 1993/94 rozgrywkach I ligi (liga była podzielona na dwie grupy po 12 drużyn każda) zajęła pierwsze miejsce, zanotowała 24 zwycięstwa i 6 porażek (włącznie z meczami play-off), w I rundzie play-off wygrała ze Skrą Warszawa, w II rundzie play-off wygrała z Instalem Białystok i w finale spotkała się z Wybrzeżem Gdańsk (m.in. z zawodnikami Wadym Czeczuro, Wojciech Goliński, Samulė́nas Rimvydas z Litwy) i ostatecznie stargardzka drużyna wygrała w Stargardzie 27 marca 1994 i awansowała do ekstraklasy z trenerem Grzegorzem Chodkiewiczem i asystentem Mieczysławem Majorem. W 1994 (sezon 1994/1995) drużynę w I lidze poprowadził Grzegorz Chodkiewicz, a od drugiej rundy Krzysztof Koziorowicz zajmując IX miejsce. W 1995 zespół wziął udział w rozgrywkach „Puchar Koracza”, w ekstraklasie zajął V miejsce. W sezonie 1996/1997 klub zdobył pierwszy tytuł w historii klubu – wicemistrzostwo Polski z trenerami Tadeuszem Aleksandrowiczem i Krzysztofem Koziorowiczem. W 2004 (sezon 2003/2004) zespół z trenerem Mieczysławem Majorem zajął XI miejsce w ekstraklasie i spadł do I ligi, w 2007 do II ligi. W 2009 nastąpił awans do I ligi. W 2010 drużynę poprowadził Tadeusz Aleksandrowicz. W 2016 nowym szkoleniowcem Spójni Stargard został Krzysztof Koziorowicz. Klub zajął III miejsce w I lidze. 
W maju 2018 Spójnia Stargard po 14 latach awansowała do ekstraklasy. W lipcu 2018 na potrzeby ekstraklasy powstała Spójnia Stargard Sportowa Spółka Akcyjna i zafunkcjonowała w nowej strukturze. 23 stycznia 2019 trenerem został Kamil Piechucki. 28 kwietnia 2019 zakończył się sezon 2018/2019. Klub zajął 13 miejsce w PLK. 12 czerwca 2019 Spójnia Stargard SSA podpisała umowę/kontrakt sponsoringowy z Polską Grupą Energetyczną. Klub przyjął nazwę - PGE Spójnia Stargard. W dniach od 13 do 15 września 2019 odbywały się obchody 70-lecia powstania Spójni Stargard. 28 września 2019 stargardzki koszykarski zespół rozpoczął inaugurację sezonu 2019/2020 w Energa Basket Lidze.

### Wydarzenia 2020–2022
18 marca 2020 władze PLK zdecydowały (ze względu na epidemię koronawirusa) o zakończeniu sezonu 2019/2020. Stargardzki zespół zajął 9 miejsce. 27 sierpnia 2020 nastąpiła inauguracja rozgrywek ligowych w PLK sezonu 2020/2021. 27 października 2020 obowiązki pierwszego trenera przejął Maciej Raczyński, dotychczasowy asystent Jacka Winnickiego, który ponownie był trenerem Spójni od 13 listopada 2019. Z dniem 10 stycznia 2021 trenerem został Marek Łukomski. 14 lutego 2021 stargardzki zespół zagrał w finale turnieju o Puchar Polski w koszykówce przegrywając z mistrzem kraju Eneą Zastalem BC Zielona Góra. W ekstraklasie po rundzie zasadniczej zespół zajął 8 miejsce, w ćwierćfinale play off przegrał z Eneą Zastalem BC Zielona Góra. 1 września 2021 r. nastąpiła inauguracja rozgrywek ligowych w PLK sezonu 2021/2022. 9 lutego 2022 Marek Łukomski został zwolniony, obowiązki pierwszego trenera przejął Maciej Raczyński. Drużyna w sezonie 2021/2022 zajęła 11 miejsce. Z dniem 2 czerwca 2022 stanowisko trenera objął Sebastian Machowski. PGE Spójnia zainaugurowała sezon 2022/2023 spotkaniem 24 września 2022 ze Śląskiem Wrocław. 30 września 2022 gośćmi honorowymi podczas meczu PGE Spójni Stargard z Eneą Abramczyk Astorią Bydgoszcz byli koszykarze, trenerzy i byli działacze Spójni Stargard.

### Wydarzenia 2023–2024
18 lutego 2023 w półfinale Pucharu Polski w Lublinie stargardzki zespół przegrał z gospodarzami turnieju 86:109. Drużyna w sezonie 2022/2023 zajęła 5 miejsce, w ćwierćfinale play off przegrała 0:3 z Legią Warszawa. 10 września 2023 PGE Spójnia wygrała Memoriał Romana Wysockiego w Szczecinie pokonując w finale Kinga Szczecin. 22 września 2023 PGE Spójnia zainaugurowała sezon 2023/2024 spotkaniem z Czarnymi Słupsk. 22 listopada 2023 PGE Spójnia Stargard w rozgrywkach FIBA Europe Cup z bilansem 3-3 zajęła drugie miejsce w grupie, do kolejnej rundy nie awansowała. Zespół nie zakwalifikował się do rozgrywek o Puchar Polski w lutym 2024. 24 lutego 2024 PGE Spójnia Stargard zwyciężyła w Sosnowcu w turnieju finałowym Lotto 3×3 Ligi (Dominik Grudziński, Sebastian Kowalczyk, Oliwer Korolczuk i MVP ligi Damian Krużyński). Drużyna w sezonie zasadniczym 2023/2024 zajęła 8 miejsce, w ćwierćfinale play off wygrała 3:2 z Anwilem Włocławek, w półfinale przegrała 0:3 z Kingiem Szczecin, w rywalizacji o brązowy medal stargardzki zespół z trenerem Sebastianem Machowskim przegrał ze Śląskiem Wrocław i ostatecznie zajął 4 miejsce. 
Z dniem 2 lipca 2024 nastąpiły zmiany w zarządzie Sportowej Spółki Akcyjnej Spójnia Stargard. Krzysztof Koziorowicz jako dotychczasowy dyrektor do spraw kontaktów i pozyskiwania środków został wiceprezesem klubu, a stanowisko dyrektora sportowego objął Wiktor Grudziński. Z dniem 23 sierpnia 2024 stanowisko trenera objął Andrej Urlep. 6 września 2024 odbyła się gala z okazji 75-lecia Spójni Stargard. 12 września 2024 stargardzka drużyna w ramach przygotowań do sezonu 2024/2025 zajęła II miejsce w XII Memoriale Romana Wysockiego rozgrywanego w Stargardzie przegrywając w finale z Kingami Szczecin. 6 października 2024 PGE Spójnia zainaugurowała sezon 2024/2025 w wygranym spotkaniu z Energą Icon Sea Czarni. 21 października 2024 Ewelina Świergiel objęła stanowisko prezesa stargardzkiego klubu Spójnia Stargard. 31 października 2024 wiceprezes Spójni Stargard SSA Krzysztof Koziorowicz zrezygnował z pełnienia funkcji z przyczyn osobistych. 13 listopada 2024 PGE Spójnia Stargard w rozgrywkach FIBA Europe Cup z bilansem 3-3 zajęła trzecie miejsce w grupie, do kolejnej rundy nie awansowała. 22 grudnia 2024 stargardzka drużyna wygrała w Stargardzie z Kingiem Szczecin w derbach Pomorza Zachodniego.

### Wydarzenia 2025
15 lutego 2025 PGE Spójnia Stargard zakończyła kontrakt okresu próbnego z zawodnikiem Trey Davis. 16 lutego 2025 Klub zakontraktował nowego zawodnika Malika Johnsona, 18 marca 2025 Elijaha McCaddena, 31 marca 2025 Isaiaha Rossa. Drużyna stargardzka z trenerem Andrejem Urlepem, od 4 marca 2025 z Maciejem Raczyńskim, od 7 kwietnia 2025 z Krzysztofem Koziorowiczem. 14 kwietnia 2025 stargardzki zespół w meczu ze Śląskiem Wrocław zanotował 17 porażkę. 
21 kwietnia 2025 koszykarze PGE Spójni Stargard wygrali po raz drugi w sezonie 2024/2025 z Kingiem Szczecin w Netto Arenie, jednocześnie zanotowali 9 zwycięstwo w rozgrywkach ligowych sezonu 2024/2025. 4 maja 2025 stargardzka drużyna przegrała w 29 rundzie rozgrywek ligowych PLK z Zastalem Zielona Góra, była to 9. porażka z rzędu we własnej hali i przed 30 rundą zespół ze Stargardu zajmował ostatnie miejsce (16) w rozgrywkach ligowych PLK. 
7 maja 2025 stargardzka drużyna w ostatniej 30 rundzie przegrała z Dzikami Warszawa (w sumie 9 zwycięstw i 21 porażek) i po siedmiu latach gry w ekstraklasie spadła do I ligi. 11 maja 2025 koszykarze PGE Spójni SP3 SMS Stargard zajęli szóste miejsce rywalizując w OSiR w Stargardzie o mistrzostwo Polski chłopców do lat 15. Z dniem 11 czerwca 2025 r. trenerem I ligowej stargardzkiej drużyny na sezon 2025/2026 został Marek Popiołek.

## PGE Spójnia Stargard sezon 2025/2026

### I liga – skład drużyny na sezon 2025/2026
Na sezon 2025/2026 skład I ligowego zespołu PGE Spójnia Stargard:
| Nr | Poz. | Nar.              | Nazwisko i imię     | Data urodzenia | Wzrost | Masa ciała |
| -- | ---- | ----------------- | ------------------- | -------------- | ------ | ---------- |
| 86 | SF   | Polska            | Kikowski, Paweł     | 1986-04-27     | 193 cm | 92 kg      |
| 14 | SF   | Polska            | Czerlonko, Wojciech | 1995-11-16     | 201 cm | ? kg       |
| ?  | SF   | Polska            | Szmit, Szymon       | 2002-07-25     | 188 cm | 93 kg      |
| 20 | PG   | Stany Zjednoczone | Ray, Jalen          | 1999-06-15     | 188 cm | 79 kg      |
| 10 | PG   | Polska            | Wadowski, Igor      | 1996-01-18     | 194 cm | ? kg       |
| 12 | SF   | Polska            | Mokros, Jarosław    | 1990-01-21     | 202 cm | ? kg       |
| ?  | C    | Polska            | Jęch, Aleksander    | 2004-04-14     | 216 cm | ? kg       |

Trener:  Marek Popiołek
 Asystenci: Michał Trypuć Masażysta: Julia Kućko Kierownik: ?

## PGE Spójnia Stargard sezon 2024/2025; 2023/2024

### Ekstraklasa – skład drużyny w sezonie 2024/2025
| Nr | Poz. | Nar.              | Nazwisko i imię              | Data urodzenia | Wzrost | Masa ciała |
| -- | ---- | ----------------- | ---------------------------- | -------------- | ------ | ---------- |
| 5  | PG   | Stany Zjednoczone | Johnson, Malik               | 1997-01-25     | 178 cm | 75 kg      |
| 2  | SF   | Stany Zjednoczone | McCadden, Elijah             | 1999-12-20     | 193 cm | 95 kg      |
| 88 | SF   | Stany Zjednoczone | Ross, Isaiah                 | 1996-10-24     | 193 cm | 91 kg      |
| 25 | C    | Stany Zjednoczone | Gordon, Wesley               | 1994-07-14     | 205 cm | 100 kg     |
| 11 | PF   | Serbia            | Langović, Aleksandar         | 2001-02-19     | 205 cm | 93 kg      |
| 10 | PF   | Stany Zjednoczone | Martinez, Jayden             | 2000-01-09     | 201 cm | 98 kg      |
| 32 | PG   | /                 | Yam, Yehonatan               | 1999-02-02     | 182 cm | 91 kg      |
| 31 | PF   | Polska            | Borowski (koszykarz), Kacper | 1994-05-02     | 205 cm | 92 kg      |
| 86 | SF   | Polska            | Kikowski, Paweł              | 1986-04-27     | 193 cm | 92 kg      |
| 7  | PG   | Polska            | Kowalczyk, Sebastian         | 1993-03-25     | 188 cm | 93 kg      |
| 16 | C/F  | Polska            | Słupiński, Dawid             | 16.04.1992     | 206 cm | 102 kg     |
| 77 | PG   | Polska            | Wojdak, Jakub                | 2007-03-23     | 190 cm | 87 kg      |
| 13 | PG   | Polska            | Bryła, Mateusz               | 2006-03-13     | 182 cm | 87 kg      |
| 5  | SF   | Polska            | Hensler, Mikołaj             | 2008-01-06     | 186 cm | 83 kg      |

Trener:  Krzysztof Koziorowicz
 Asystenci: Maciej Raczyński, Konrad Koziorowicz, Marcin Moroz; Masażysta: Maciej Dubij, Cezary Woźny Kierownik: Ireneusz Purwiniecki
1. W trakcie sezonu przyszli: 
- 14 stycznia 2025 Trey Davis
- 16 lutego 2025 Malik Johnson
- 18 marca 2025  Elijah McCadden
- 31 marca 2025  Isaiah Ross
- 7 kwietnia 2025 Krzysztof Koziorowicz

2. W trakcie sezonu odeszli:
- 3 stycznia 2025 Damian Krużyński[p]
- 26 stycznia 2025 Ta’Lon Cooper
- 15 lutego 2025 Trey Davis
- 4 marca 2025 Andrej Urlep
- 10 marca 2025 Luther Muhammad

### Ekstraklasa – skład drużyny w sezonie 2023/2024
Skład drużyny ekstraklasowej na dzień 9 stycznia 2024:
| Nr | Poz. | Nar.              | Nazwisko i imię      | Data urodzenia | Wzrost | Masa ciała |
| -- | ---- | ----------------- | -------------------- | -------------- | ------ | ---------- |
| 22 | PG   | Stany Zjednoczone | Brown Jr., Stephen   | 1996-04-27     | 180 cm | 73 kg      |
| 2  | SF   | Stany Zjednoczone | Simons, Benjamin     | 1991-02-16     | 203 cm | 93 kg      |
| 3  | SG   | Stany Zjednoczone | Daniels IV, Devon    | 1998-07-18     | 196 cm | 91 kg      |
| 20 | PG   | Stany Zjednoczone | Stein, Alex          | 1997-05-02     | 190 cm | 93 kg      |
| 24 | C    | Stany Zjednoczone | Gordon, Wesley       | 1994-07-14     | 205 cm | 100 kg     |
| 11 | PF   | Serbia            | Langović, Aleksandar | 2001-02-19     | 205 cm | 93 kg      |
| 16 | C    | Polska            | Łapeta, Adam         | 1987-11-09     | 217 cm | 120 kg     |
| 7  | PG   | Polska            | Kowalczyk, Sebastian | 1993-03-25     | 188 cm | 93 kg      |
| 33 | SF   | Polska            | Gruszecki, Karol     | 1989-04-11     | 193 cm | 92 kg      |
| 30 | SG   | Polska            | Brenk, Adam          | 1995-05-08     | 193 cm | 91 kg      |
| 25 | PF   | Polska            | Grudziński, Dominik  | 1998-02-04     | 204 cm | 95 kg      |
| 21 | SF   | Polska            | Krużyński, Damian    | 2003-09-28     | 193 cm | 87 kg      |
| 88 | SG   | Polska            | Kołodziej, Maksym    | 2003-12-24     | 182 cm | 83 kg      |
| 13 | PF   | Polska            | Korolczuk, Oliwer    | 2002-03-11     | 190 cm | 93 kg      |
| 77 | PG   | Polska            | Wojdak, Jakub        | 2007-03-23     | 185 cm | 87 kg      |

Trener:  Sebastian Machowski (ur. 1972)
 Asystenci: Maciej Raczyński, Konrad Koziorowicz, Marcin Moroz; Masażysta: Maciej Dubij, Cezary Woźny Kierownik: Ireneusz Purwiniecki
Polska Liga Koszykówki sezon 2023/2024 ↘
1. W trakcie sezonu przybył: Adam Łapeta (30.10.2023); Alex Stein (09.01.2024)
2. W trakcie sezonu odeszli: Mark Mboya Kotieno (07.11.2023).

## Prezesi, działacze, trenerzy, zawodnicy

### Prezesi
W historii stargardzkiego klubu prezesami byli:

- Józef Tropaczyński (1949–1953)
- Konrad Karaszewski (1953–1958)
- Mieczysław Furman (1958–1962)
- Edmund Knop (1962–1967)
- Franciszek Botur (1967–1970)
- Ignacy Wiśniewski (1970–1972)
- Franciszek Botur (1972–1974)
- Kazimierz Orzechowski i Tadeusz Sikora (1974–1977)
- Krzysztof Orzechowski (1977–1983)
- Stanisław Lisiak (1983–1987)
- Krzysztof Orzechowski (1987–1998)
- Wojciech Bartczak (1998–2007)
- Marek Kisio (2007–2014)
- Beata Radziszewska (2014–2015)
- Tadeusz Gutowski (2015–2018)
- Paweł Ksiądz (2018–2024)
- Tadeusz Gutowski cz.p.o. (2024)
- Ewelina Świergiel (2024–obecnie)

19 lipca 2022 w Spójni Stargard SSA odbyło się walne zgromadzenie akcjonariuszy. Wybrane zostały władze sportowej spółki na kolejną kadencję. Prezesem Spójni Stargard Sportowej Spółki Akcyjnej pozostał Paweł Ksiądz, którego pierwsza kadencja się zakończyła, będzie na tym stanowisku drugą, trzyletnią kadencję. General Manager jest Piotr Biernikowicz, dyrektor ds. marketingu Jakub Konieczka, dyrektor ds. kontaktów i pozyskiwania środków Krzysztof Koziorowicz. W nowej kadencji nie będzie wiceprezesa. Tadeusz Gutowski, dotychczasowy wiceprezes, wszedł do rady nadzorczej Spójni Stargard SSA. Jednocześnie jest prezesem Klubu Sportowego Spójnia Stargard, w którym nie ma koszykówki, a jest siatkówka. Zmieniła się struktura organizacyjna i zarząd Spójni Stargard SSA będzie jednoosobowy.
30 września 2024 podczas posiedzenia Rady Nadzorczej Klubu prezes spółki Paweł Ksiądz z przyczyn osobistych złożył rezygnację ze stanowiska, przy czym obowiązki pełnił do 14 października 2024. Od 15 września do 20 września 2024 czasowo obowiązki prezesa pełnił członek rady nadzorczej Tadeusz Gutowski, a 21 października 2024 funkcję prezesa PGE Spójni Stargard objęła Ewelina Świergiel.

### Działacze
Działacze związani ze Spójnią z lat 1949–2024, to między innymi:

- Józef Tropaczyński (1949–1953)
- Bernard Pruski (1949–1953)
- Władysław Smajkiewicz
- Kazimierz Nowicki (1960–1962; 1981–2002)
- Tadeusz Sikora (1960–1963;1970–2000)
- Jan Stolarczyk (1976–obecnie)
- Ryszard Chmurowicz
- Romuald Żukowski (1975–?)
- Stanisław Kopeć (1968–2005)
- Zbigniew Hering (1971–obecnie)
- Krzysztof Orzechowski (1977–1983; 1987–1998)
- Sławomir Preiss (1990–2015)
- Ryszard Pasikowski (1977–2004)
- Zbigniew Jurkiewicz
- Feliks Sterna
- Krzysztof Wiśniewski (1997–2018)
- Sławomir Pajor (2002–2017)
- Rafał Zając (od 2002)
- Tadeusz Gutowski (od 1982)
- Paweł Ksiądz (2018–2024)

### Trenerzy

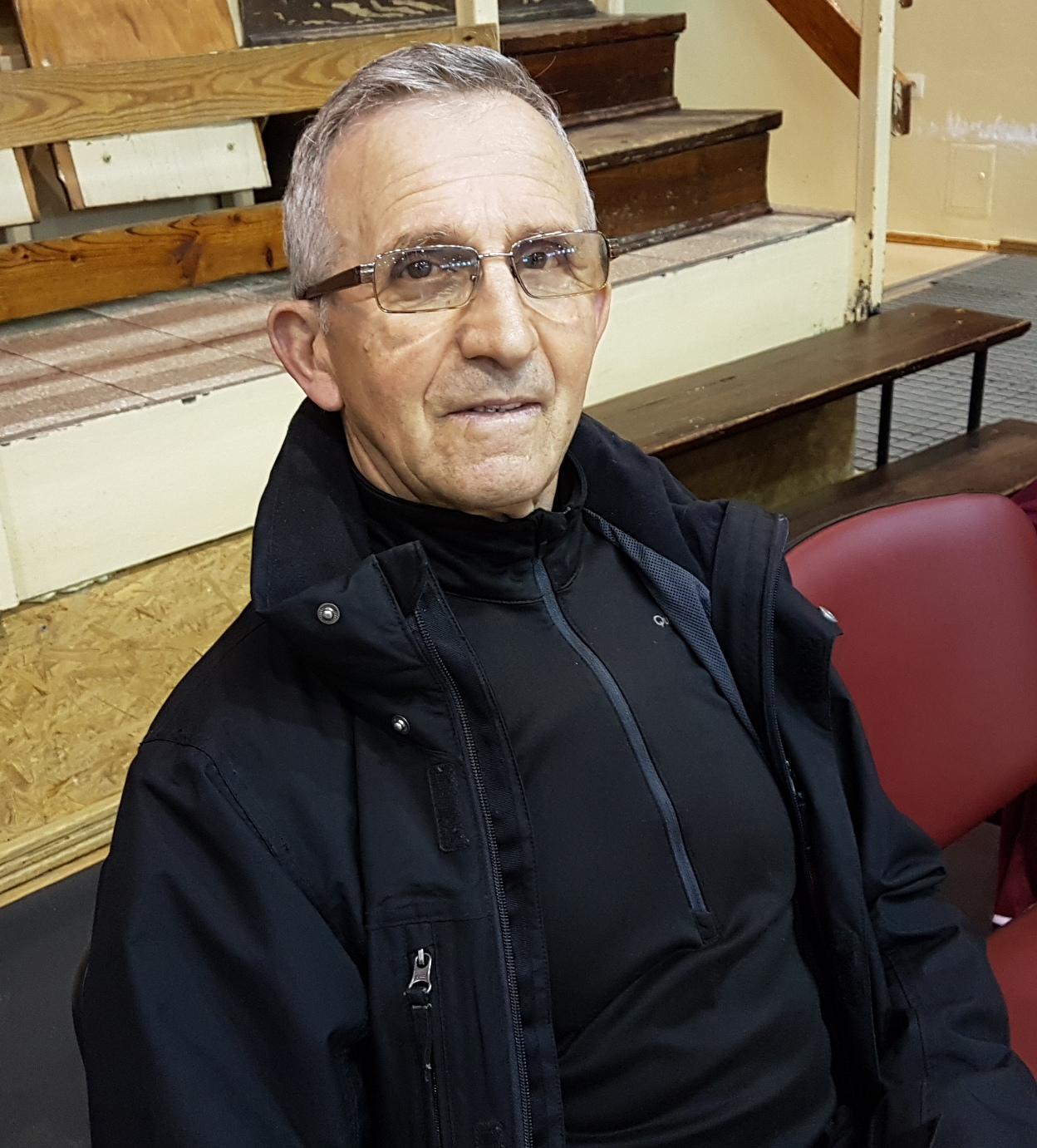
Były trener Spójni Ryszard Janik

Trenerami zespołu koszykarskiego byli:

- Ignacy Ratajczak, Władysław Smajkiewicz, Sławomir Rutkowski (1953–1960)
- Tadeusz Sikora (1960–1960)
- Władysław Smajkiewicz (1960–1961)
- Władysław Zielenkiewicz (1961–1962)
- Jan Buczma (1962–1964)
- Marian Piotrowski (1964–1965)
- Władysław Galankiewicz (1965–1966)
- Tadeusz Sikora (1960–1963) trener koszykówki kobiecej
- Tomasz Garstka (1963–1964) trener koszykówki kobiecej
- Władysław Galankiewicz (1964–1966) trener koszykówki kobiecej
- Ryszard Janik (1966–1968) trener koszykówki kobiecej
- Teresa Chlebowska (1968–1969) trener koszykówki kobiecej
- Ryszard Janik (1966–1989)
- Grzegorz Chodkiewicz (1989–1994)
- Krzysztof Koziorowicz (1994–1995)
- Tadeusz Aleksandrowicz (1995–1997)
- Tadeusz Huciński (1997–1998)
- Tadeusz Aleksandrowicz (1998−2000)
- Miodrag Gajić (2000–2001)
- Ryszard Szczechowiak (2000–2001)
- Miodrag Gajić[q] (2000–2001)
- Ireneusz Purwiniecki (2001–2002)
- Jerzy Binkowski (2002−2003)
- Mieczysław Major (2003–2004)
- Miodrag Gajić (2004–2005)
- Ireneusz Purwiniecki (2004–2005)
- Czesław Daś (2005−2006)
- Grzegorz Chodkiewicz (2006–2007)
- Mieczysław Major (2007−2010)
- Grzegorz Chodkiewicz (2010)
- Tadeusz Aleksandrowicz (2010–2012)
- Ireneusz Purwiniecki (2012−2013)
- Czesław Kurkianiec (2013–2014)
- Aleksander Krutikow (2014–2015)
- Wiktor Grudziński (2015–2016)
- Krzysztof Koziorowicz (2016–2019)
- Kamil Piechucki (2019–2019)
- Jacek Winnicki (2019–2020; 2020)
- Maciej Raczyński (2020–2020)
- Marek Łukomski (2021–2022)
- Maciej Raczyński (2022–2022)
- Sebastian Machowski (2022–2024)
- Andrej Urlep (2024–2025)
- Maciej Raczyński (2025)
- Krzysztof Koziorowicz (2025)
- Marek Popiołek (11.06.2025–obecnie)

### Zawodnicy

#### Wychowankowie klubu
Na przestrzeni 70 lat klub koszykarski Spójnia miał wielu stargardzkich wychowanków. Byli to między innymi zawodnicy:
- Jerzy Świerczewski (1957–1961)
- Grzegorz Bytniewski (1958–?)
- Jerzy Szuber (1959–1966)
- Jan Chmielarz (1958–?)
- Romuald Żukowski (1958–1972)
- Jerzy Żukowski (1958–1972)
- B. Stępień (1958–?)
- Sławomir Rutkowski (1958–?)
- Swierczyński (1960?–1972)
- Marian Borowski (1960–1965;1967–1971)
- Kazimierz Nowicki (1960–1962)
- Bogdan Miazek (1960–1968)
- Janusz Woźniak (1964–1972)
- Ryszard Szymczak (1965–1971)
- Stanisław Szymczak (1965–1971)
- Zbigniew Cierpich (1966–1972)
- Głuch (1968–1972)
- Marek Ładniak (1967;1979–1985;1990–1991)
- R. Wiliński (1967–?)
- S. Dziedzic (1967–?)
- J. Usnarski (1967–?)
- Z. Tomaszewicz (1967–1971)
- J. Maranda (1967–?)
- Bogdan Dębicki (1967–1971)
- Grzegorz Żyłczyński (1969–1980)
- Lech Łabędzki (1969–1984)
- Jerzy Kciuk (1969–1977)
- Mirosław Sićko (1969–1984)
- Wojciech Marszalenko (1969–1978)
- Wiesław Nuszkiewicz (1970–?)
- M. Zedelski (1970–?)
- Bogusław Kasprzyk (1970–1977)
- Marek Banachowski (1971–1979)
- Krzysztof Koziorowicz (1971–1992)
- Mieczysław Gębala (1972–1979?)
- Marek Doliński (1972–1977)
- Zbigniew Czyżewski (1972–1977)
- T. Bartoszewski (1973–?)
- J. Janiszewski (1973–?)
- Marcin Przepióra (1973–?)
- Zenon Wołowiec (1974–?)
- P. Gębski (1974–?)
- M. Goliński (1974–?)
- Dudajć (1974–?)
- W. Chreptowicz (1974–?)
- Szczepan Stępiński (1974–1983)
- Krzysztof Jasnowski (1975–1980)
- Lech Koziorowicz (1975–?)
- Markiewicz (1975–?)
- Krzysztof Bielawski (1975–1983;1985–1988)
- Władysław Maksel (1976–1977;1981–1983)
- Waldemar Miłek (1978–1992)
- Roman Wolski (1979–1986)
- Andrzej Stachowiak (1979–1991)
- Krzysztof Kozel (1979–1980)
- Marek Matysik (1979–1984)
- Ireneusz Purwiniecki (1979–1996)
- Mariusz Bartosz (1980–1994)
- Grzegorz Wojdyr (1980–1985)
- Maciej Ślusarczyk (1980–1988)
- Adam Ładniak (1983–1985)
- Jacek Szczepański (1983–1985)
- Edward Ściężor (1984–1985)
- Ireneusz Matyga (1985–1995)
- Andrzej Bejnar (1985–1989)
- Leszek Marczyk (1985–1990)
- Sławomir Grześkowiak (1986–1989)
- Marek Cieliński (1987–1999)
- Józef Orłowicz (1988−1989)
- Mariusz Gintowt (1988−1989)
- Waldemar Szrama (1989–1991)
- Robert Szczerbala (1990–1995;1995–1998;2004–2005)
- Grzegorz Śpiewak (1990–1997)
- Jacek Jóźwiak (1991–1992)
- Rafał Bigus (1992–1993;2000;2002−2003;2014–2015)
- Piotr Ignatowicz (1994–1998;2001–2002)
- Wiktor Grudziński (1998–2001;2008–2013)
- Wiesław Dubij (1994–1998)
- Andrzej Molenda (1994–2010)
- Paweł Wiekiera (1995–2001)
- Łukasz Krzemiński (1997–2000)
- Kamil Kurkianiec (1997–2001)
- Michał Nowak (1998–2002)
- Arkadiusz Soczewski (2000–2016)
- Adam Hrycaniuk (2002–2004)
- Paweł Leończyk (2003–2006)
- Hubert Mazur (2003–2006;2008–2010)
- Piotr Wiliński (2000–2004)
- Tomasz Baszak (2003–2004;2005–2007)
- Kamil Piechucki (2003–2006;2006–2009)
- Maciej Sudowski (2004–2007)
- Stanisław Prus (2004–2007)
- Damian Janiak (2004–2007)
- Piotr Stelmach (2000–2001)
- Tomasz Świętoński (2006–2007)
- Grzegorz Jankowski (2007–2008; 2016)
- Konrad Koziorowicz (2007−2010;2015–2020)
- Daniel Szatkowski (2007–2008)
- Marcin Zarzeczny (2007–2009)
- Łukasz Bodych (2008–20012;2013–2015)
- Michał Trypuć (2008−2012)
- Łukasz Ulchurski (2008−2012)
- Paweł Polowy (2009?–?)
- Tomasz Ejsmont (2009–?)
- Filip Dylik (2009–2014)
- Tomasz Ziemski (2005−2006)
- Bartłomiej Wróblewski (2010−2016)
- Kacper Kasprzak (2010–?)
- Łukasz Ważny (2011–2012)
- Piotr Wojdyr (2011–2012;2013–2014)
- Paweł Bodych (2013–2017)
- Martin Kazimierczak (2015–?)
- Piotr Poziemski (2015–?)
- Robert Bujny (2015–2016)
- Bartłomiej Berdzik (2012–2019)
- Dominik Grudziński (2016−2018; od 2021)
- Jakub Jaroszyński (2016–?)
- Jakub Matul (2016–2017)
- Mateusz Pryć (2016–)
- Piotr Potap (2017–2017)
- Kacper Hoszczaruk (2017–2019)
- Szymon Szmit (od 2019)
- Michał Huk (2019–2021)
- Bartłomiej Górzyński (2019–2021)
- Adrian Abramowicz (2019–2021)
- Bartosz Kucharczyk (2020–2021)
- Patryk Zając (2021)
- Oliwer Korolczuk (2019–2024)
- Grzegorz Chodźko (2021–2024)
- Jakub Wojdak (od 2022)
- Mateusz Bryła (od 2024)
- Mikołaj Hensler (od 2024)

#### Zawodnicy z polskich klubów
Klub koszykarski Spójnia w swojej historii pozyskiwał zawodników z innych polskich klubów. Byli to między innymi zawodnicy:

- Andrzej Garstka (1967–1969)
- Jerzy Plebanek (1979–1981)
- Roman Fajerski (1979–1988)
- Piotr II Nowacki (1980–1981)
- Krzysztof Sztandor (1985–1986)
- Józef Orłowicz (1988−1989)
- Piotr Fleming (1989–1990)
- Mariusz Trybuła (1989–1990)
- Jacek Jóźwiak (1991–1992)
- Jarosław Dubicki (1994–1996)
- Robert Kościuk (1995–1996;1997–1998;1999–2000)
- Robert Morkowski (1995–2004)
- Krzysztof Wilangowski (1996–1997;2001–2002)
- Marek Sobczyński (1996–1997)
- Jerzy Kołodziejczak (1995–1996)
- Krzysztof Mila (1998−1999)
- Piotr Nizioł (1999–2007)
- Marek Miszczuk (2000–2001)
- Artur Robak (2001–2003)
- Jarosław Darnikowski (2002–2003)
- Łukasz Żytko (2001–2002;2014–2015)
- Marek Łukomski (2004–2007)
- Łukasz Biela (2004–2007)
- Łukasz Chelis (2005−2006)
- Łukasz Pacocha (2005−2006;2015–2016)
- Sławomir Pytel (2006–?)
- Grzegorz Jankowski (2006–2008;2015–2016)
- Artur Gliszczyński (2006–2007)
- Radosław Nykiel (2007–2008)
- Tomasz Góra (2007–2008)
- Piotr Włoch (2007–2008)
- Bartosz Stefaniak (2007–2008)
- Jerzy Koszuta (2008–2011;2013–2015)
- Łukasz Grzegorzewski (2008–2009)
- Grzegorz Terlikowski (2008–2009)
- Marcin Stokłosa (2009–2011;2013–2015)
- Jakub Dłoniak (2009–2010)
- Sławomir Buczyniak (2010–2011)
- Marcel Wilczek (2010–2011;2017–2019)
- Rafał Kulikowski (2010–2011)
- Tomasz Ochońko (2011–2012)
- Jarosław Kalinowski (2011–2012)
- Hubert Pabian (2011–2013;2015–)
- Mateusz Witkowski (2011–?)
- Damian Litiwn (2014–2015)
- Mariusz Wójcik (2011–?)
- Łukasz Ratajczak (2012−2013)
- Adam Parzych (2010–2013)
- Kacper Kasprzak (2012–?)
- Karol Szpyrka (2012−2013)
- Piotr Trepka (2012−2013)
- Bartłomiej Szczepaniak (2012−2013)
- Kamil Michalski (2012−2013)
- Michał Kwiatkowski (2013–2014)
- Łukasz Kwiatkowski (2013–2014)
- Adrian Suliński (2013–2014)
- Piotr Pluta (2014–2015)
- Dawid Mieczkowski (2014–2015)
- Karol Pytyś (2013–2014;2015–2018)
- Damian Pieloch (2015–2016)
- Maciej Raczyński (2015–2019)
- Damian Janiak (2016–2017)
- Paweł Śpica (2016–2017)
- Marcin Dymała (2016–2019)
- Paweł Lewandowski (2016–2017)
- Wojciech Fraś (2016–2019)
- Dawid Bręk (2017–2019)
- Alan Czujkowski (2017–2018)
- Sebastian Szymański (2017–2018)
- Piotr Pamuła (2018–2020)
- Tomasz Śnieg (2019–2022;2022–)
- Kacper Młynarski (2019–2022)
- Mateusz Kostrzewski (2019–2020;2020–2021)
- Bartosz Bochno (2019–2020)
- Adam Brenk (2019–2020; od 2022)
- Filip Matczak (2020–2021)
- Szymon Walczak (2020–2020)
- Filip Siewruk (2020–2021)
- Piotr Niedźwiedzki (2021)
- Daniel Szymkiewicz (2021–2022)
- Karol Gruszecki (2022–2023)
- Krzysztof Sulima (2022–2023)
- Paweł Kikowski (2022–2023; od 2024)
- Sebastian Kowalczyk (od 2023)
- Damian Krużyński (od 2023)
- Adam Łapeta (2023–2024)
- Dawid Słupiński (2024–2025)
- Kacper Borowski (2024–2025)

### Zawodnicy z zagranicy
W Spójni występowali również zawodnicy z zagranicy. Byli to między innymi:

- Ridius Stepanavicius  (1990–1991; 1992–1995)
- Valdas Legus  (1990–1991)
- Romuald Petronis  (1991–1992)
- Sigitas Birutis  (1992–1994)
- Martin Eggleston  (1994–1996)
- Tyrone Thomas  (1994–1995)
- Keith Williams  (1995–1997)
- Joseph McNaull / (1996–1997)
- Marzel Price  (1997–1998)
- Kelvin Upshaw  (1997–1999)
- Siergiej Griszajew (1997–1998)
- Nikołaj Tanasiejczuk  (1997–1998)
- Jeff Stern  (1997–1998; 1998–1999)
- Chris Sneed  (1998–1999)
- Roberts Conlinsk  (1998–1999)
- Slobodan Slivancanin  (1998–1999)
- Aidietis Giedrius  (1998–1999)
- Keith Veney  (1998–1999)
- Kenny Williams  (1999–2000)
- Prentice Mc Gruder  (1999–2000)
- Ronnie Thompkins  (1999–2000)
- Brian Rewers  (1999–2000)
- Anderson Hunt  (1999–2000)
- Marcus Wilson  (1999–2000)
- Damir Pokrajac  (1999–2000)
- Eric Cardenas  (1999–2000)
- Paullus Staskunas  (1999–2001)
- Walter Jeklin  (2000)
- Rashid Atkins  (2000–2001)
- Carlos Hines  (2000–2001)
- Nemanja Danilovic  (2000–2001)
- Brian Lynch  (2000–2001)
- Covington Cormier  (2001–2002)
- Albert Mouring  (2001–2002)
- Jason Rowe  (2001–2002)
- Fred Campbell  (2001–2002)
- Joe Penberthy  (2001–2002)
- Dalibor Petrović  (2001–2002)
- Gintaras Stulga  (2001–2004)
- Braswell Kevin  (2002–2003)
- Mindaugas Jarusevicius  (2002–2003)
- Kevin Braswell  (2002–2003)
- Jimmy King  (2002–2003)
- Kevin Turner  (2001–2003)
- Kiwane Garris  (2002–2003)
- Shawn Respert  (2002–2003)
- Greg Harrington  (2003–2004)
- Rolland Miller  (2003–2004)
- Brent Darby  (2003–2004)
- Kalvin Jurewicz-Johnson / (2013)
- Albert Owens  (2018)
- Jalen Hayes  (2018)
- Anthony Hickey  (2018–2019)
- Nick Madray / (2018–2019)
- Byron Wesley  (2018–2018)
- Norbertas Giga  (2018–2019)
- Shane Richards  (2018–2019)
- Roderick Camphor  (2018–2019)
- Justin Herold  (2019)[r]
- Jimmie Taylor  (2019)
- Demond Carter  (2019)
- Justin Tuoyo  (2019)
- Jokūbas Gintvainis  (2019–2020)
- Peter Olisemeka / (2019–2020)
- Jalen Hudson  (2019)[s]
- Raymond Cowels  (2019–2020; 2020–2021)
- Darnell Jackson  (2019)
- Tony Bishop / (2019)
- Adris De León  (2019–2020)
- Harry Froling  (2020)
- Baylee Steele  (2020–2021;od 2021)
- Ricky Tarrant  (2020)
- Omari Gudul  (2020–2021)
- Wayne Blackshear  (2020)
- Nick Faust  (2020–2021)
- Jerome Dyson  (2021)
- Jay Threatt  (2021)
- Francis Han / (2021)
- Jacobi Boykins  (2021)
- Justin Gray  (2021–2022)
- Erick Neal  (2021–2022)
- Jake O’Brien  (2021)
- Jonas Zohore  (2021–2022)
- Admon Gilder  (2021–2022)
- Nick Spires  (2021)
- Kerron Johnson  (2022)
- Brody Clarke  (2022–2023)
- Isiah Brown  (2022)
- Shawn Jones  (2022)
- Jordan Mathews  (2022–2023)
- Courtney Fortson  (2022–2023)
- Barret Benson  (2022–2023)
- Ajdin Penava  (2022–2023)
- Stephen Brown Jr.  (2023–2024)
- Benjamin Simons  (2023–2024)
- Devon Daniels IV  (2023–2024)
- Mark Mboya Kotieno / (2023)
- Alex Stein  (2024)
- Wesley Gordon  (2023-2025)
- Aleksandar Langović  (2023-2025)
- Luther Muhammad  (2024–2025)
- Ta’Lon Cooper  (2024–2025)
- Jayden Martinez  (2024–2025)
- Yehonatan Yam / (2024–2025)
- Trey Davis  (2025)
- Malik Johnson  (2025)
- Elijah McCadden  (2025)
- Isaiah Ross  (2025)

## Nazwa klubu, przekształcenia, zestawienia, historyczne składy, sukcesy

### Nazwa klubu
- ZS (Zrzeszenie Sportowe) Spójnia[t]
  - koła sportowe (sekcje sportowe) przy danym zakładzie pracy (PZGS, PSS, Wielki Młyn, Zakład Doskonalenia Rzemiosła, Zakłady Gastronomiczne) z nazwą koło sportowe ZS „Spójnia”[u]
- Terenowe Koło Sportowe ZS „Spójnia”[v]

- ZS Sparta Stargard (1954–1956)
- KS Spójnia Stargard (1956-1961)
- SKS (Stargardzki Klub Sportowy) Spójnia Stargard (1961-1991?)
- LKS (Ludowy Klub Sportowy) Spójnia Stargard (1991?-1993)
- LKS Spójnia – Sterna Stargard Szczeciński (1993−1994)
- LKS Komfort Stargard Szczeciński (1994–1995)
- Komfort Forbo Stargard Szczeciński (1996−1999)
- Komfort Kronoplus Stargard Szczeciński (1999-01.07.2000)
- LKS Spójnia Stargard Szczeciński (od 02.07.2000–2004)
- Stowarzyszenie KS Spójnia Stargard (2004-obecnie)
- Spójnia Stargard-Sportowa Spółka Akcyjna (2018-11.06.2019)
- PGE Spójnia Stargard (12.06.2019-obecnie)

### Przekształcenia
1. ZS „Spójnia” Stargard (1949-1954) → ZS „Sparta” (1954–1956)
2. ZS „Sparta” (1954–1956) → KS „Spójnia” (1956-1961)
3. Klub Żeglarski „Miedwie” ‹ › „Sparta” Stargard (1961) ‹ › KS „Spójnia” → SKS „Spójnia” (1961-1991)
4. SKS „Spójnia” (1961-1991) → LKS „Spójnia” (1991–1993) → LKS „Spójnia-Sterna” (1993−1994) → LKS „Komfort” (1995–1996) → LKS „Komfort-Forbo” (1996−1999) → LKS „Komfort-Kronoplus” (1999–2000) → LKS „Spójnia” (2000–2004)
5. Stowarzyszenie KS „Spójnia” → pozostała w stowarzyszeniu sekcja siatkówki (2004-obecnie)
6. Spójnia Stargard-Sportowa Spółka Akcyjna (2018–2019) ‹ › sekcja koszykówki przeszła do → spółki Spójnia Stargard-SSA, sekcja siatkówki pozostała → w stowarzyszeniu KS „Spójnia”
7. PGE Spójnia Stargard (12.06.2019-obecnie)

### Zestawienia (1953–2023), historyczne składy Spójni
W latach od 1953 do 1958 Spójnia Stargard rozgrywała mecze na szczeblu szkolnym, od 1958 do 2020 rozgrywała mecze w B klasie, A klasie, lidze okręgowej, III lidze, II lidze, I lidze i w PLK. Udokumentowany źródłowo okres to 1968-2020, gdyż jest brak w źródłach szczegółowego udokumentowania okresu 1953-1968, co nie pozwala na bardziej dokładniejszy bilans tych lat, dlatego są to bilanse przybliżone co do statystyk stargardzkiego klubu. Składy stargardzkiego zespołu są zbilansowane od 1953.

### Sukcesy klubu
Spójnia Stargard w okresie swojego istnienia odniosła wiele sukcesów sportowych do których przyczynili się zawodnicy, sportowcy, trenerzy, działacze, sponsorzy oraz politycy, dziennikarze i kibice. Poniżej zestawienie najbardziej znaczących sukcesów:
- 1959 – awans zespołu seniorów do rozgrywek w A klasie
- 1967 – awans zespołu seniorów do rozgrywek w lidze okręgowej okręgu szczecińskiego
- 1967 – zespół juniorów zdobył wicemistrzostwo okręgu szczecińskiego
- 1968 – awans do III ligi (międzywojewódzka)
- 1974 – awans juniorów do turnieju półfinałowego. Trenerem stargardzkiego zespołu juniorów był Ryszard Janik
- 1980 – awans do II ligiPGE Spójnia StargardDominik Grudziński z paterą za I miejsce w Lotto 3×3 Ligi (24.02.2024)
Damian Krużyński I miejsce i MVP
- 1986 – zespół juniorów Spójni zdobył V miejsce w mistrzostwach Polski
- 1994 – awans do I ligi (ekstraklasa)
- 1997 – wicemistrz Polski w rozgrywkach PLK
- 1997 – awans do II rundy Pucharu Koracia
- 1999 – zespół juniorów Spójni zdobył VII miejsce w mistrzostwach Polski
- 2000 – zespół kadetów został mistrzem Polski
- 2002 – zespół juniorów Spójni zdobył brązowy medal mistrzostw Polski
- 2003 – zespół juniorów starszych zdobył mistrza Polski
- 2006 – zespół juniorów starszych Spójni zdobył VII miejsce w mistrzostwach Polski
- 2009 – awans i powrót do I ligi koszykarzy
- 2010 – drużyna do lat 18 zdobyła wicemistrzostwo Polski
- 2016 – awans do II ligi w piłce siatkowej kobiet
- 2017 – awans do półfinału play off w I lidze koszykarzy, trzecie miejsce i zdobycie brązowego medalu
- 2018 – awans i powrót po 14 latach do ekstraklasy koszykarskiej
- 2021 – zespół zdobył srebrny medal w Pucharze Polski
- 2024 – zespół zdobył I miejsce w turnieju Lotto 3×3 Ligi. MVP ligi został koszykarz Damian Krużyński
- 2024 – zespół seniorów zdobył IV miejsce w mistrzostwach Polski w rozgrywkach PLK

### Pamiątki związane ze Spójnią
Z klubem sportowym Spójnia Stargard było i jest związanych wiele pamiątek, wyróżnień, dyplomów, odznaczeń, medali, między innymi:

## Inne sekcje w Spójni

### Siatkówka kobiet
W Klubie Sportowym Spójnia Stargard oprócz sekcji koszykówki mężczyzn działała w latach 2015–2020 sekcja siatkówki kobiet.

### Brydż, tenis ziemny, szachy, piłka ręczna, karate, aikido
W swojej wieloletniej historii w Spójni działały także sekcje:
- brydża sportowego (kierownik Włodzimierz Bielecki)
- lekka atletyka
- strzelectwa
- tenisa ziemnego
- piłki ręcznej (reaktywowanie w 1979)
- karate (kierownik Wacław Daszkiewicz)
- aikido (kierownik Marek Ławrynowicz)

Sekcje zostały powołane w latach 70./80. i 90.

## Ciekawostki
W historii klubu sportowego Spójnia Stargard było wiele interesujących wydarzeń, uroczystości, spotkań, sukcesów, porażek, rekordów sportowych, ciekawostek, w tym między innymi:

- pierwszym prezesem klubu był Józef Tropaczyński (1949);
- trener najdłużej prowadzący zespół koszykówki mężczyzn to Ryszard Janik, 25 lat (1965-1990);
- pierwszym obiektem, gdzie drużyna rozgrywała swoje mecze, była sala gimnastyczna Szkoły Podstawowej nr 2 przy ul. Limanowskiego (lata 50./60.), następnie od 1973 zespół rozgrywał mecze w nowo wybudowanej sali gimnastycznej Szkoły Podstawowej nr 1 przy ul. Popiela 2, dalej w sali gimnastycznej na osiedlu Zachód, potem w 1988 w wielofunkcyjnym obiekcie przy ul. Pierwszej Brygady 1 i od 2000 w nowej rozbudowanej hali;
- rekordowy klubowy wynik bez porażki zespół ustanowił grając w rozgrywkach III ligi (międzywojewódzka) w sezonie 1979/80, był prowadzony przez Ryszarda Janika i przez 42 spotkania był drużyną bez porażki;
- pierwszymi obcokrajowcami w Spójni to Ridius Stepanovicius i Valdas Legus z Litwy (1990–1991;1992–1995);
- najwyższy rekordowy wynik Spójnia zanotowała 13 stycznia 1980 w Stargardzie Szczecińskim, gdzie pokonała Wartę Międzychód 222:53;
- najwięcej punktów dla klubu zdobył Krzysztof Koziorowicz (4911), w latach 1979/1992;
- pierwszym czarnoskórym graczem w Spójni był Martin Eggleston, w okresie wejścia zespołu do ekstraklasy (1994–1996);
- w sezonie 1995/96 Keith Williams w wygranym meczu Komfortu ze Śląskiem zdobył aż 50 punktów, co było wyczynem absolutnie bez precedensu;
- inauguracyjny mecz w Stargardzie sezonu 1994/95 I ligi odbył się 17 września 1994, Komfort Stargard przegrał z mistrzem Polski Śląskiem Wrocław 64:82 (Martin Eggleston rzucił 36 pkt);
- rekord frekwencji w starej hali przy ul. Pierwszej Brygady 1 padł podczas meczu z Nobilesem Włocławek, wynosił 1582 osób, a ustanowiono go w grudniu 1994 (słynna bijatyka);
- największym sukcesem zespołu koszykarskiego jest wywalczenie tytułu wicemistrza Polski przez klub występujący wówczas pod nazwą Komfort, do dziś jest to największy sukces zachodniopomorskiej koszykówki;
- w sezonie 2003/2004 zespół w rozgrywkach PLK zanotował 13 porażek z rzędu, ostatecznie spadł do I ligi;
- zespół grający w II lidze w sezonie 2008/2009 prowadzony przez Mieczysława Majora przez 12 kolejek rundy zasadniczej był drużyną bez porażki;
- rekord frekwencji w nowej hali przy ul. Pierwszej Brygady 1 padł podczas meczu w walce o I ligę z Radex Szczecin, wynosił ponad 2 tysiące kibiców, a ustanowiono go w 2009 podczas trzeciego meczu finałowego rywalizacji play-off z AZS Radex z wynikiem 2:1 dla Spójni;
- najwięcej spotkań w zespole w latach 2000-2016 rozegrał Arkadiusz Soczewski (391);
- największym sukcesem zespołu siatkarek jest wywalczenie awansu w 2015 do II ligi;
- zespół koszykarzy I ligi prowadzony przez Krzysztofa Koziorowicza w sezonie 2017/2018 przez 15 kolejek rundy zasadniczej był drużyną bez porażki, jednocześnie pobił jeden z rekordów jakim był bilans sezonu 1978/79, gdzie Spójnia grała w III lidze i nie poniosła porażki w 14 z rzędu meczach, na swoim boisku zanotował 11 zwycięstw, w sezonie 2017/2018 (włącznie z play-off) zespół odniósł 37 wygranych meczów;
- przybliżony bilans statystyczny Spójni w rozgrywkach: B klasy, A klasy, ligi okręgowej, III lidze, II lidze, I lidze, PLK – (1956-2023) to > 1 734 meczów, w tym  879 zwycięstw, porażek 802, bilans punktowy – 123 227 ‹› 121 814 (stan na dzień 14.02.2023);
- w latach 2004 do 2018 Spójnia rozegrała w I i II lidze 452 spotkań ligowych, w tym zanotowała 253 wygranych i 199 porażek;
- w 2018 i 2019 zespół w ekstraklasie sezonu 2018/2019 pod wodzą trenera Koziorowicza w 16 meczach zanotował 3 wygrane i 13 porażek (stan na dzień 25.04.2019); w 2019 zespół w ekstraklasie sezonu 2018/2019 pod wodzą trenera Piechuckiego zanotował w 14 meczach 6 wygranych i 8 porażek, w sumie drużyna odniosła 9 zwycięstw przy 21 porażkach, we własnej hali rozegrali 15 spotkań z frekwencją ponad 23 tysiące widzów (23,670) (stan na dzień 25.04.2019);
- we wrześniu 2019 klub obchodził 70-lecie;
- 18 marca 2020 decyzją władz PLK (ze względu na epidemię koronawirusa) sezon 2019/2020 został zakończony. Sklasyfikowano drużyny na podstawie punktacji, mistrzem Polski został Stelmet Enea BC Zielona Góra, na podium: TBV Start Lublin i Anwil Włocławek. Nikt z ligi nie spadł. Stargardzki zespół zajął 9 miejsce, zanotował 10 wygranych i 12 porażek na 8 nierozegranych spotkań, w swojej hali drużyna wygrała 6 spotkań na 12 meczów. Zespół pod wodzą trenera Kamila Piechuckiego zanotował 2 wygrane i 5 porażek, w sumie jako trener Spójni Kamil Piechucki w ekstraklasie zanotował bilans 21 meczów, w tym 8 zwycięstw, 13 porażek. Zespół pod wodzą trenera Jacka Winnickiego zanotował 10 wygranych i 13 porażek[46]. W Stargardzie spotkania ekstraklasowe sezonu 2019/2020 obejrzało 16 tys. widzów (stan na dzień 22.03.2020);
- w 2020 zespół w ekstraklasie sezonu 2019/2020 pod wodzą trenera Winnickiego zanotował w 8 meczach 2 zwycięstwa i 6 porażek, w sumie w 23 meczach miał statystykę: 10 wygranych i 13 porażek, za trenera Macieja Raczyńskiego w 12 meczach ma 7 wygranych i 5 porażek, za trenera Marka Łukomskiego 10 zwycięstw i 7 porażek (w tym mecze w Pucharze Polski oraz w play off)[133][134]
- stargardzki zespół w ekstraklasie sezonu 2021/2022 pod wodzą trenera Marka Łukomskiego zanotował 8 zwycięstw i 12 porażek, po zmianie trenera - Maciej Raczyński 3 zwycięstwa i 6 porażek[135] (stan na dzień 13.04.2022);
- w ekstraklasie sezonu 2022/2023, w pucharze Polski, w pucharze FIBA Europe Cup sezonu 2023/2024 oraz sezonu 2023/2024 PLK zespół pod wodzą trenera Sebastiana Machowskiego w sumie zanotował 41 zwycięstw i 40  porażek[136][137] (stan na dzień 10.09.2024);
- w ekstraklasie sezonu 2024/2025 (9 zwycięstw i 21 porażek), w pucharze FIBA Europe Cup sezonu 2024/2025 (3 zwycięstwa i 3 porażki), w sumie zespół z trenerem Andrejem Urlepem rozegrał 26 spotkań, zanotował 10 zwycięstw i 15 porażek ( w lidze 7 zwycięstw i 12 porażek), po zmianie trenera - Maciej Raczyński 1 zwycięstwo i 4 porażki oraz Krzysztof Koziorowicz 1 zwycięstwo i 5 porażek[138][139] (stan na dzień 10.05.2025).

## Galeria

Klub Spójnia Stargard
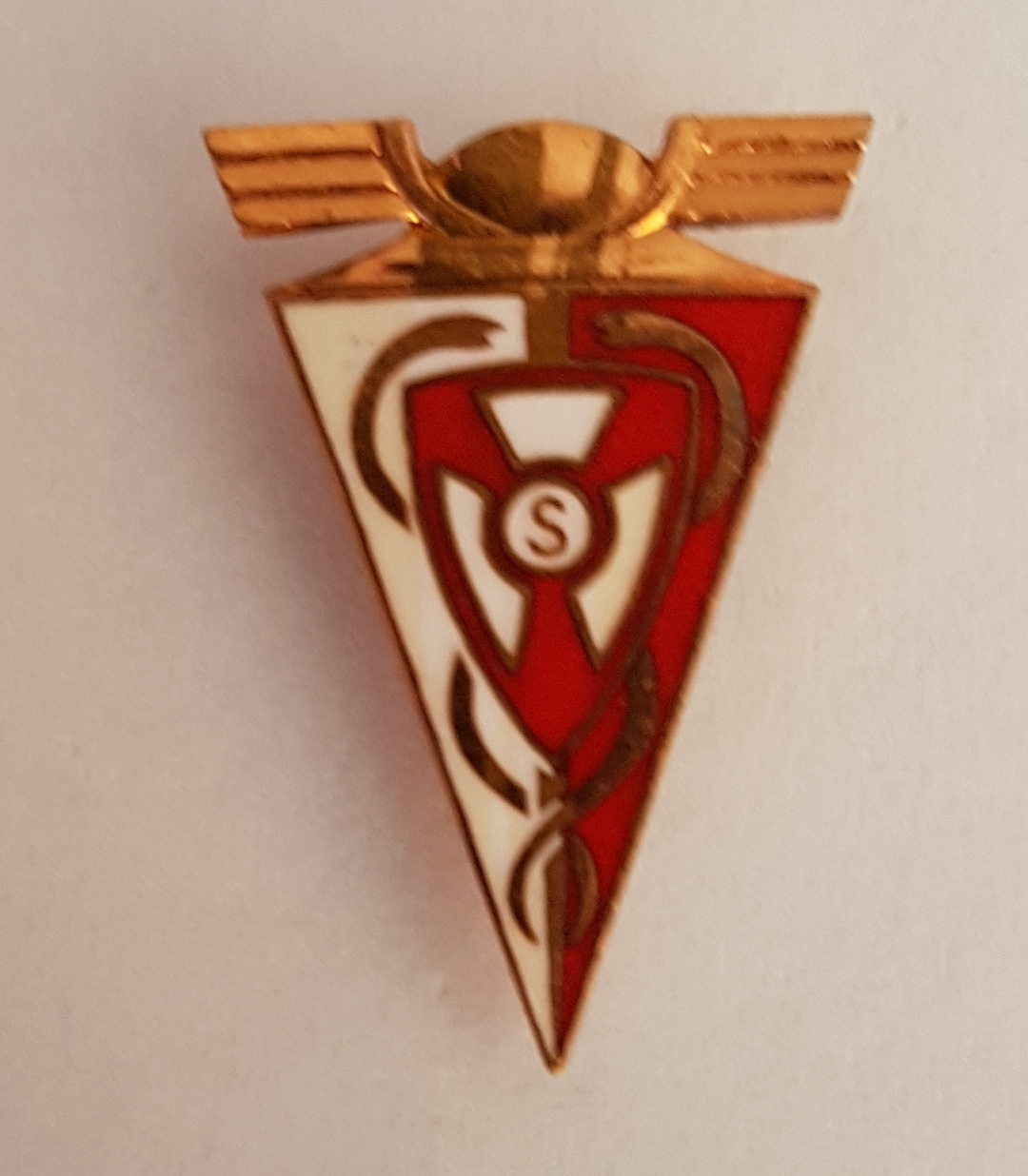
Odznaka Spójni z lat 70.
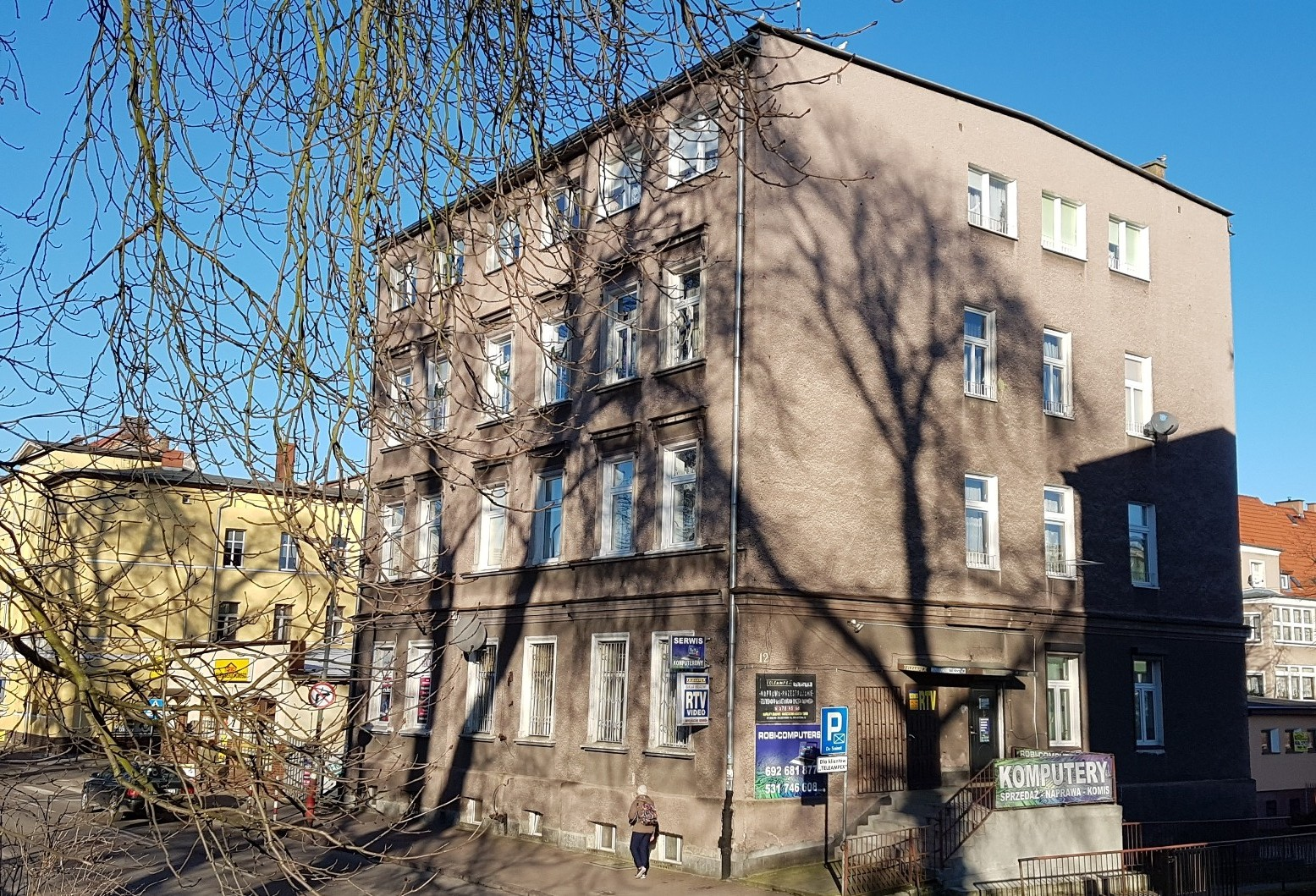
Budynek byłej siedziby Spójni, Dworcowa 12
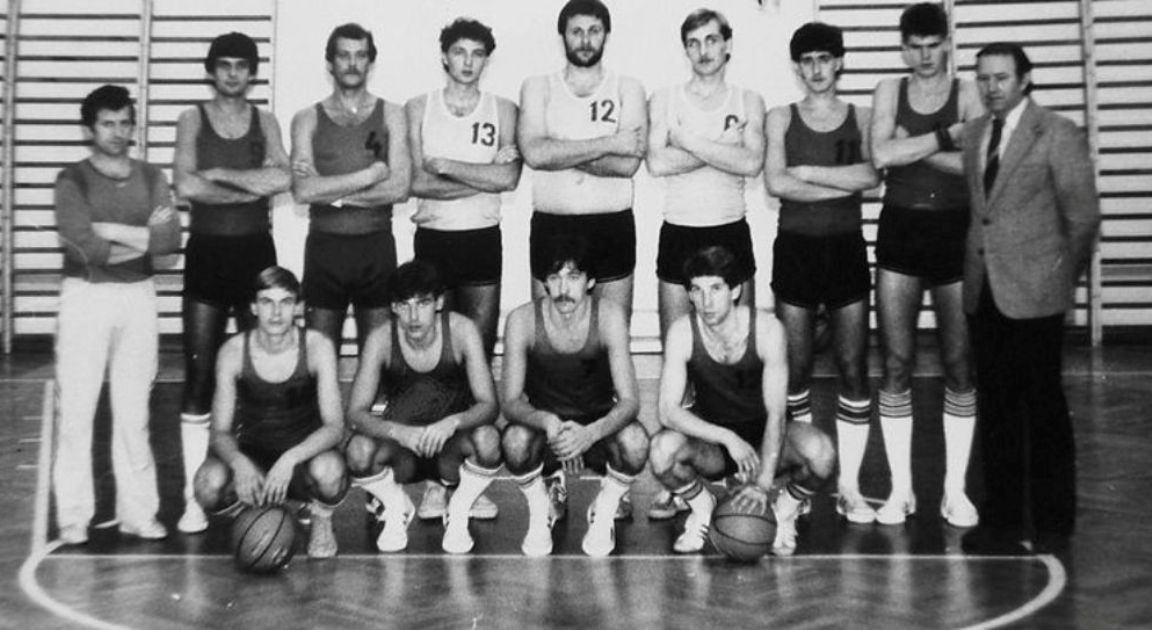
Awans do II ligi Spójni Stargard (1980)[w]
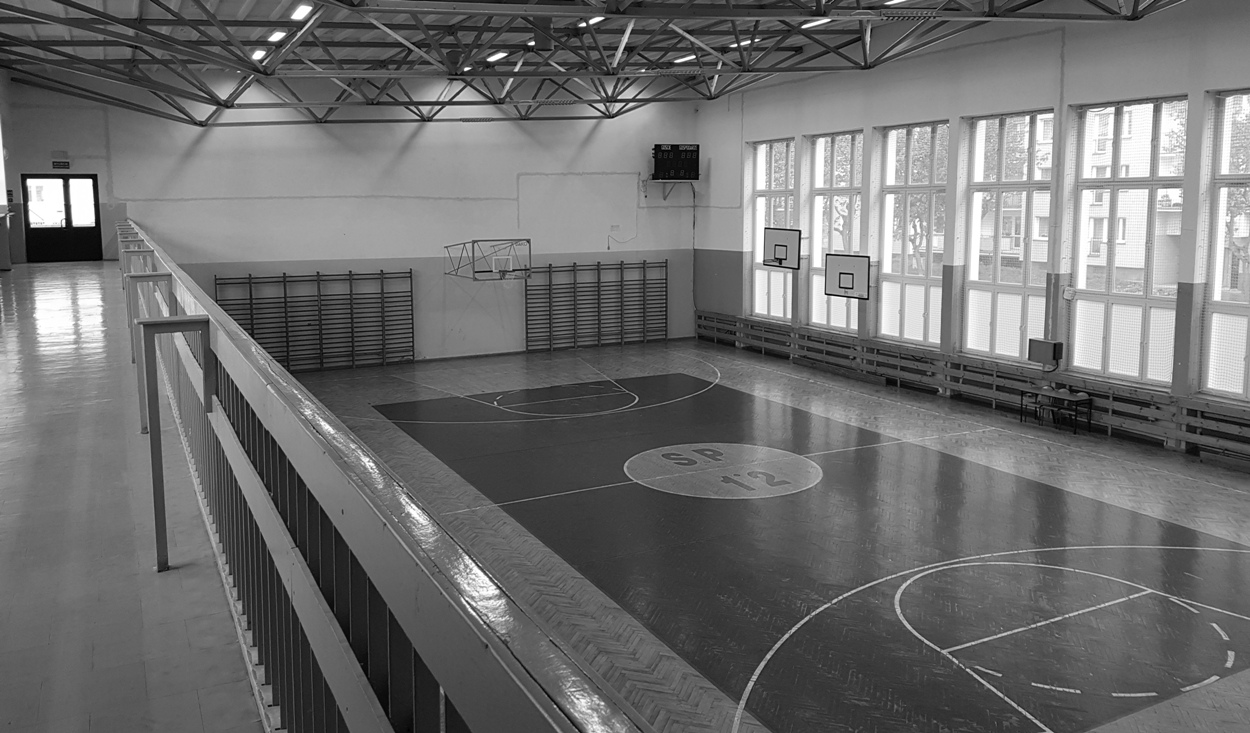
Sala gimnast. SP nr 12, tu grała Spójnia w lat 80.
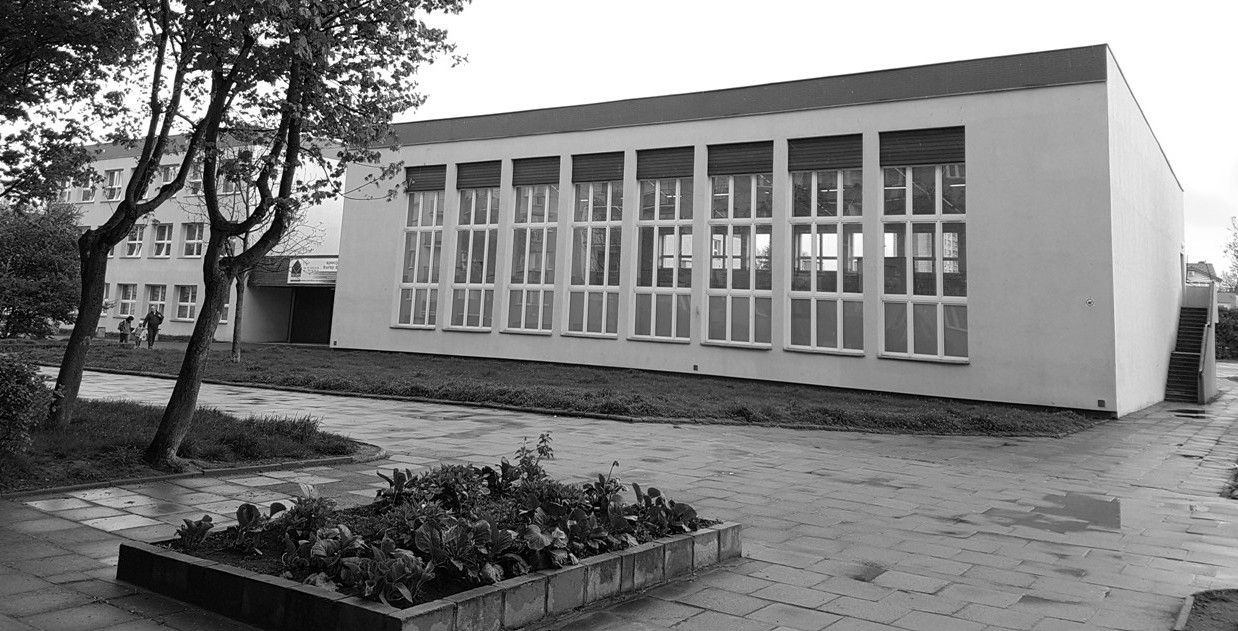
Sala gimnast. SP nr 12, tu grała Spójnia w lat. 80.
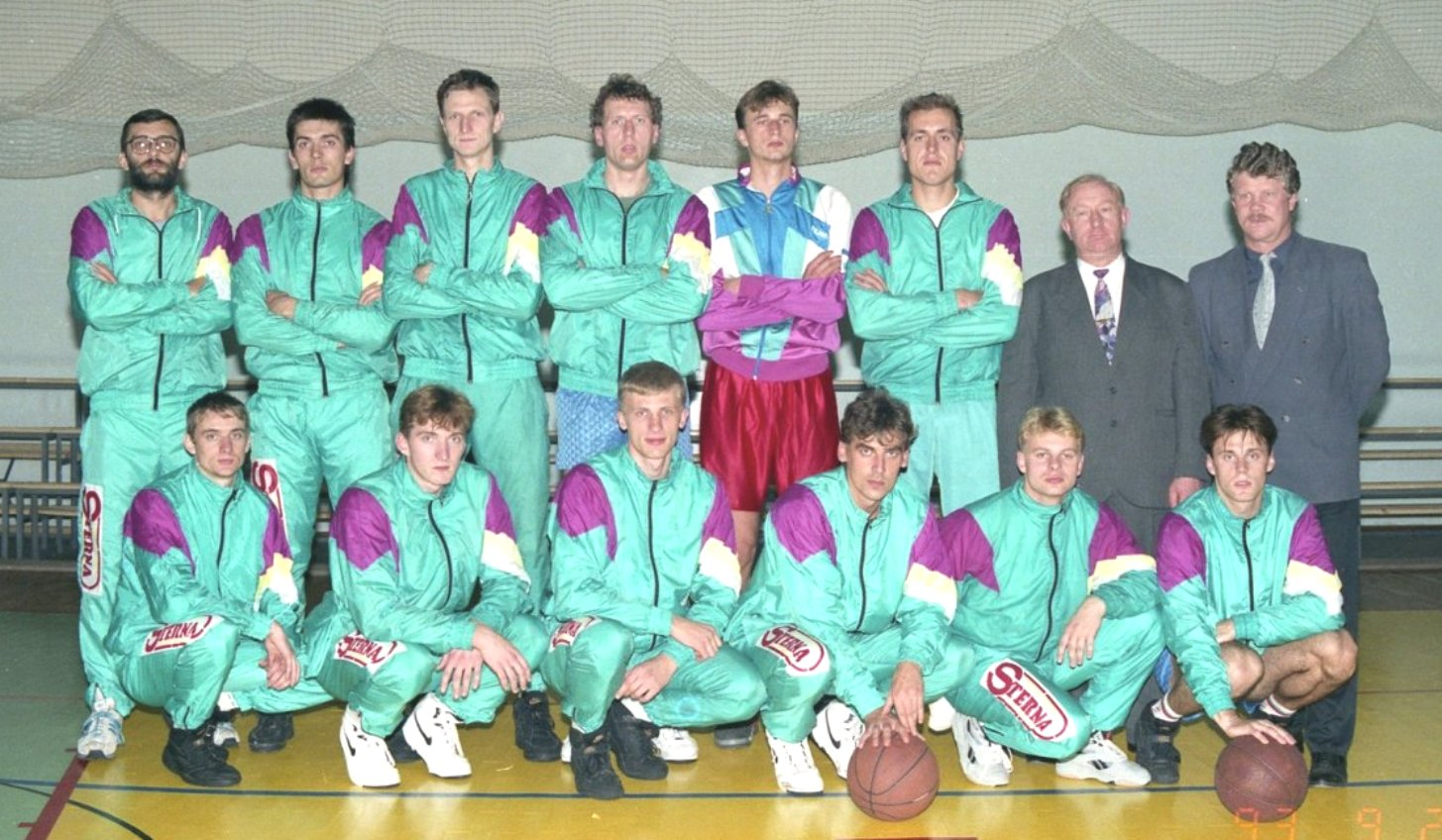
Spójnia-Sterna Stargard (22.09.1993)[x]
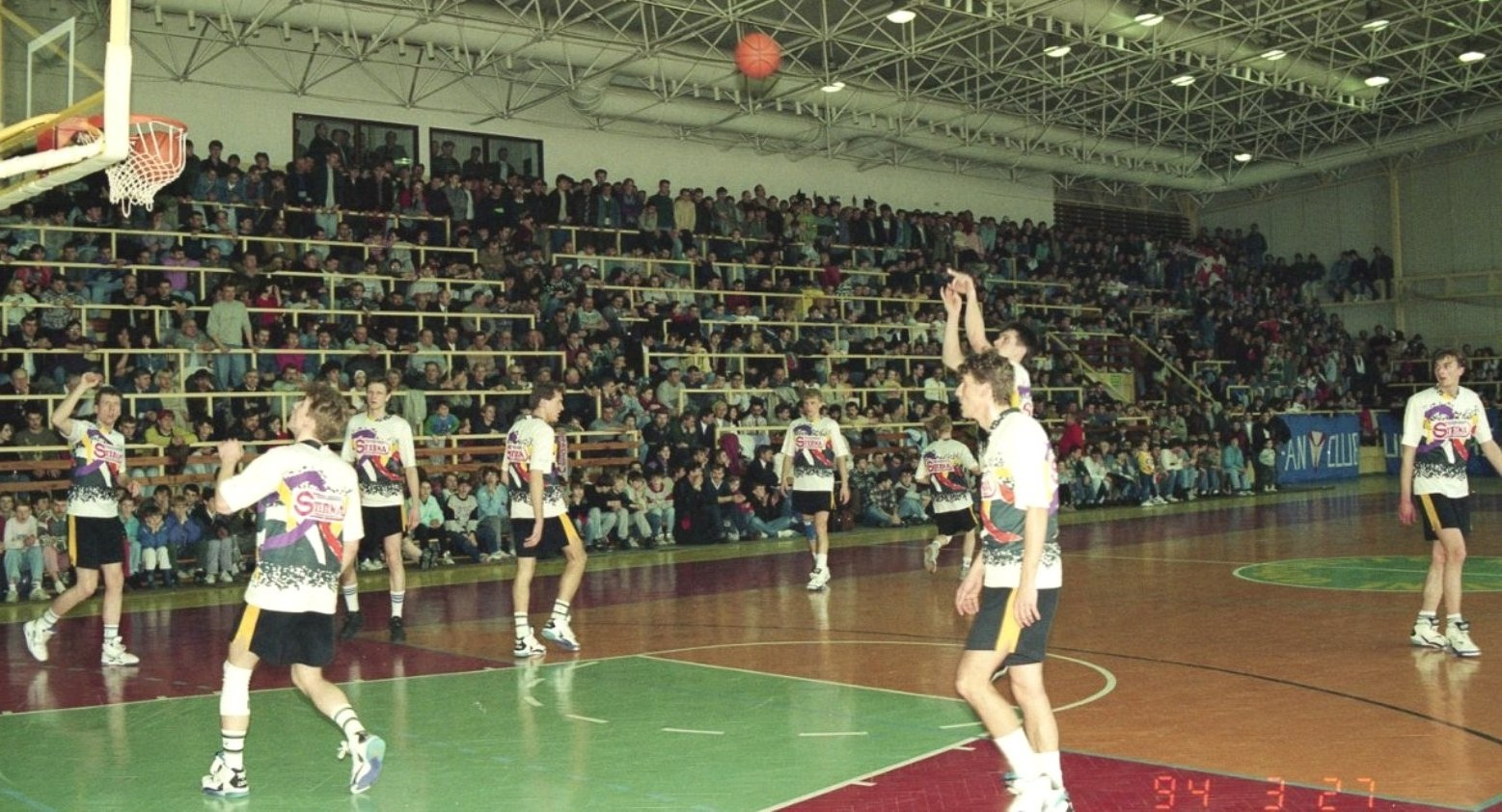
Spójnia-Sterna Stargard w meczu Wybrzeżem Gdańsk (1994)
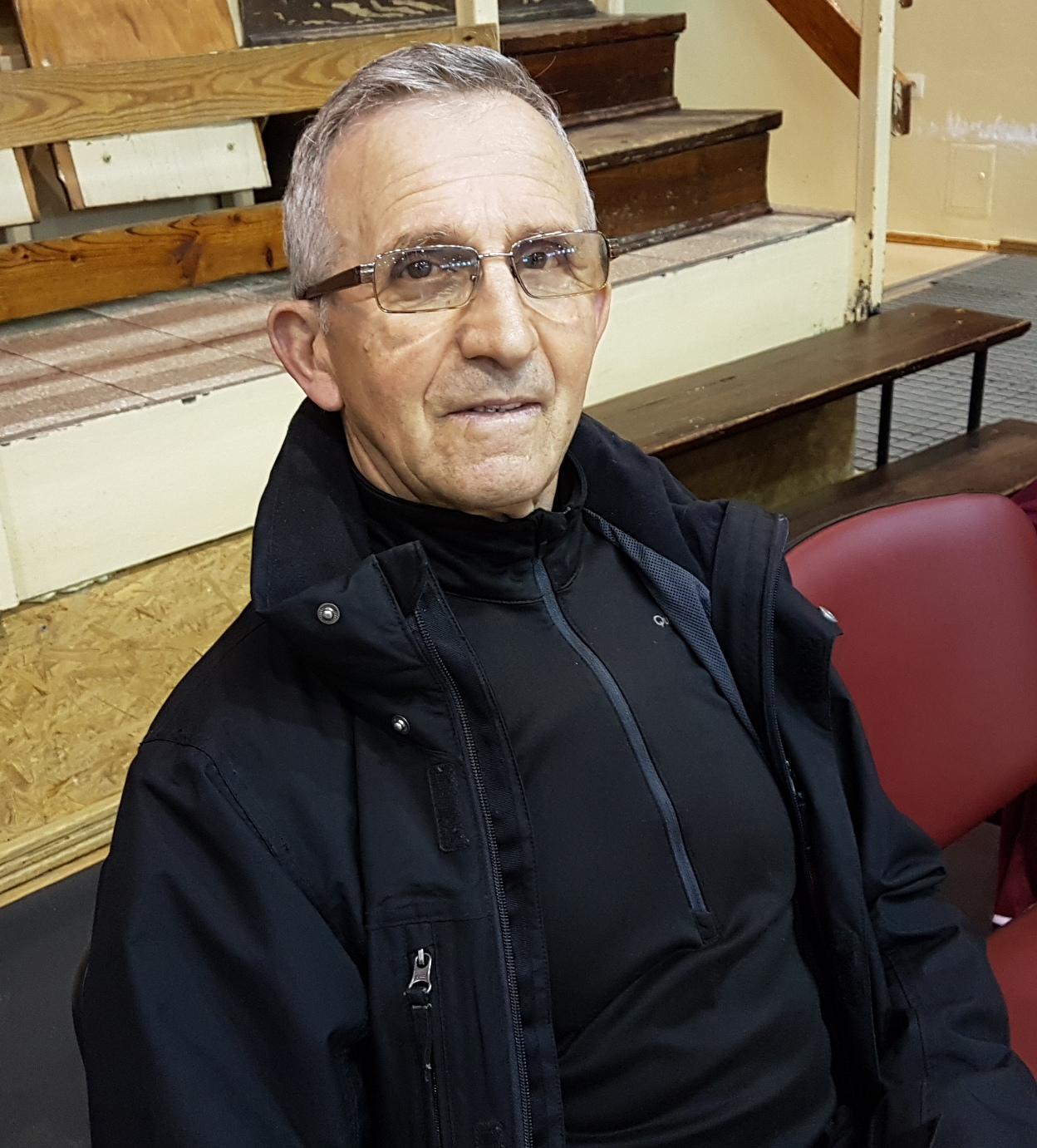
Były trener Spójni Ryszard Janik (2017)
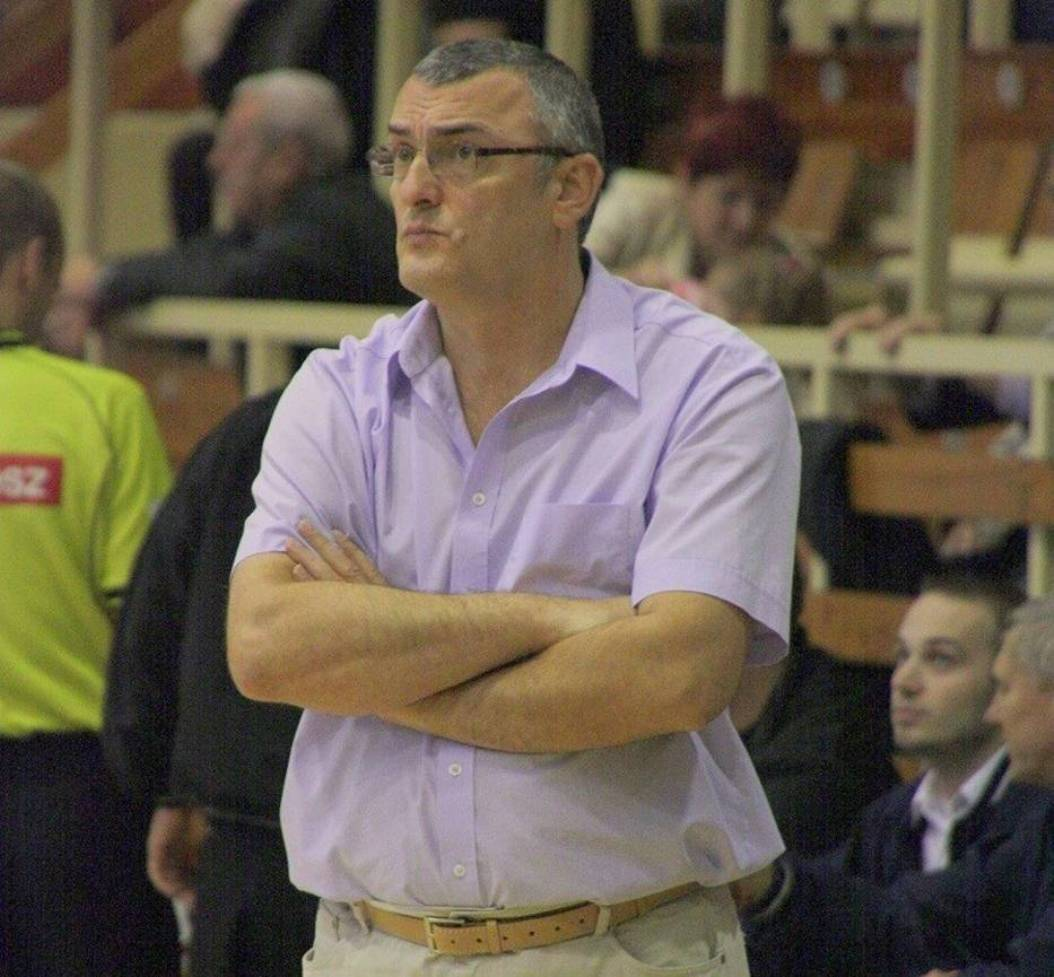
Trener Grzegorz Chodkiewicz
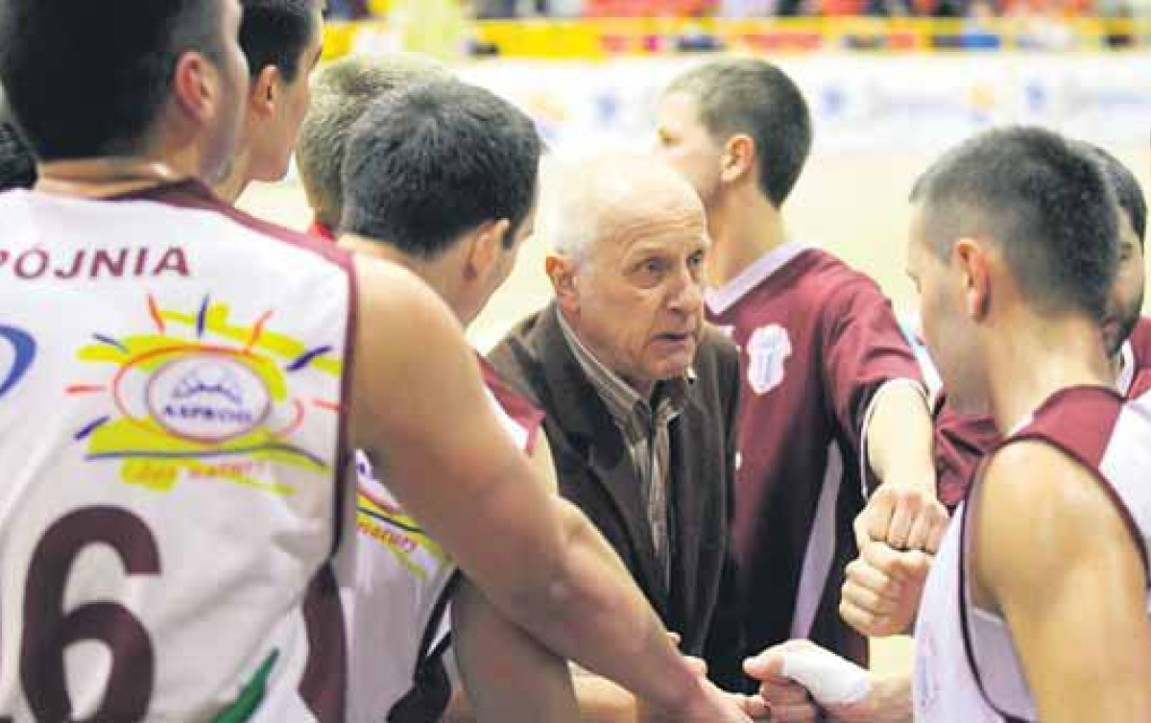
Trener Tadeusz Aleksandrowicz
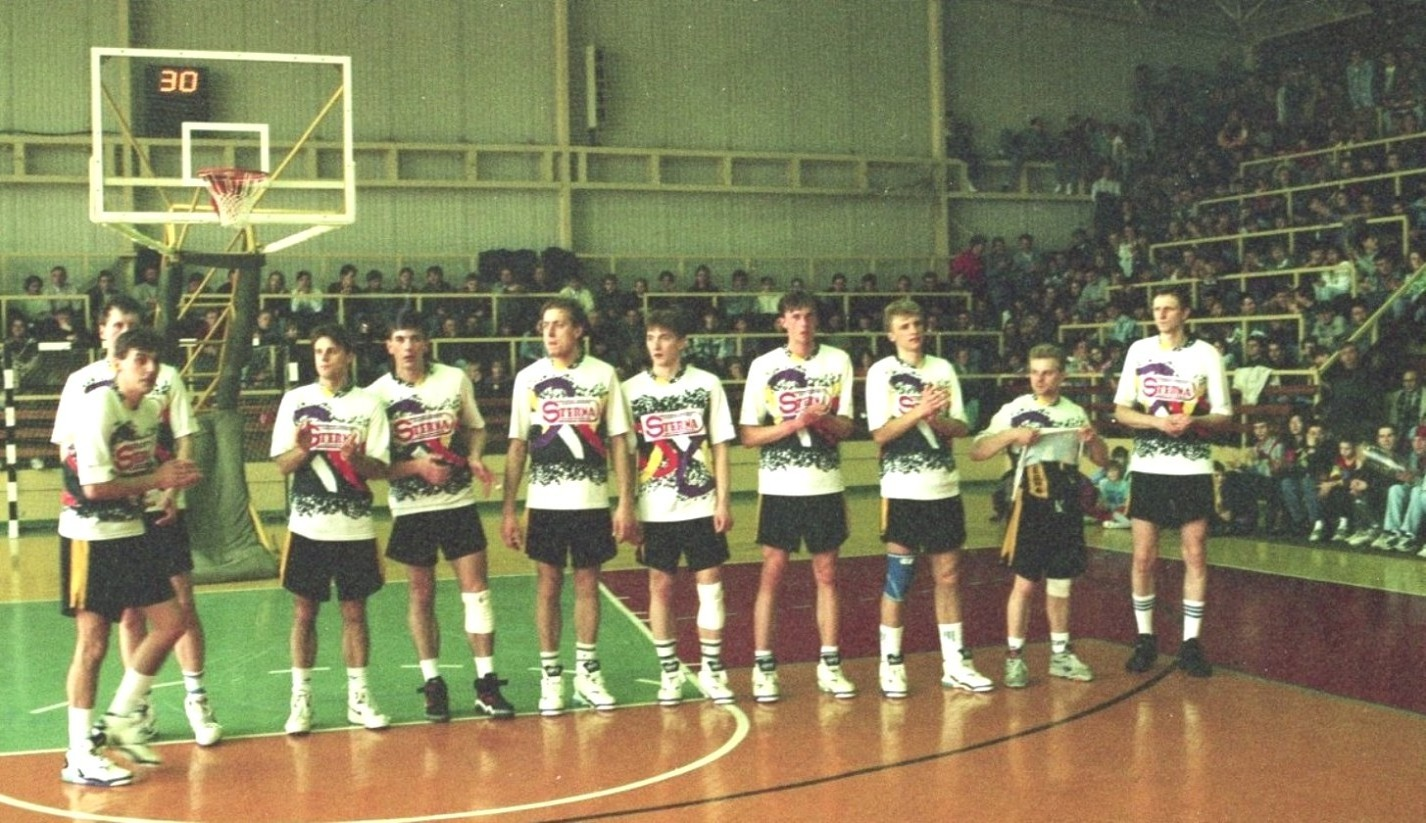
Spójnia-Sterna Stargard. Awans do ekstraklasy (27.03.1994)[y]
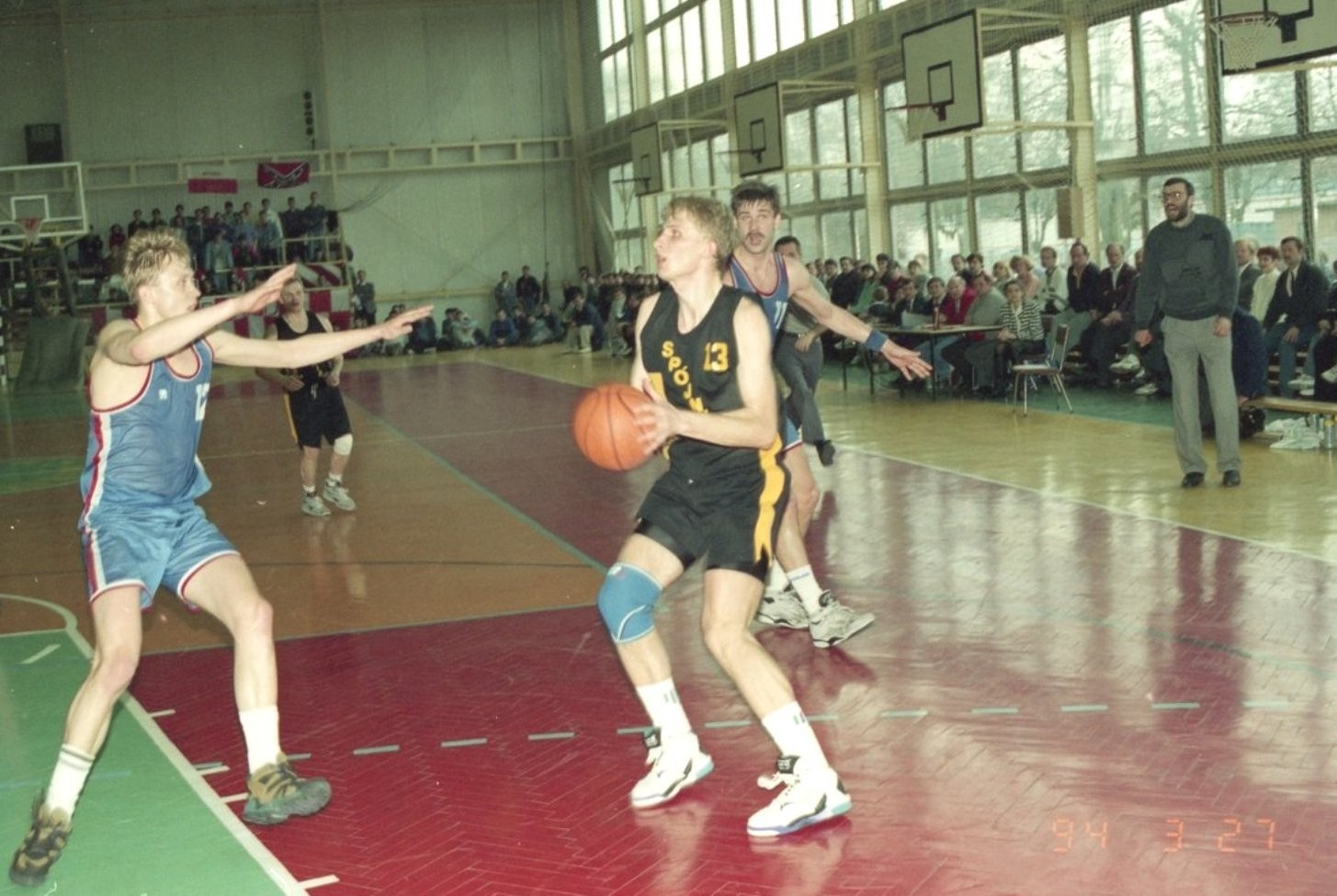
Ridijus Steponavičius podczas meczu z Wybrzeżem Gdańsk (27.03.1994)
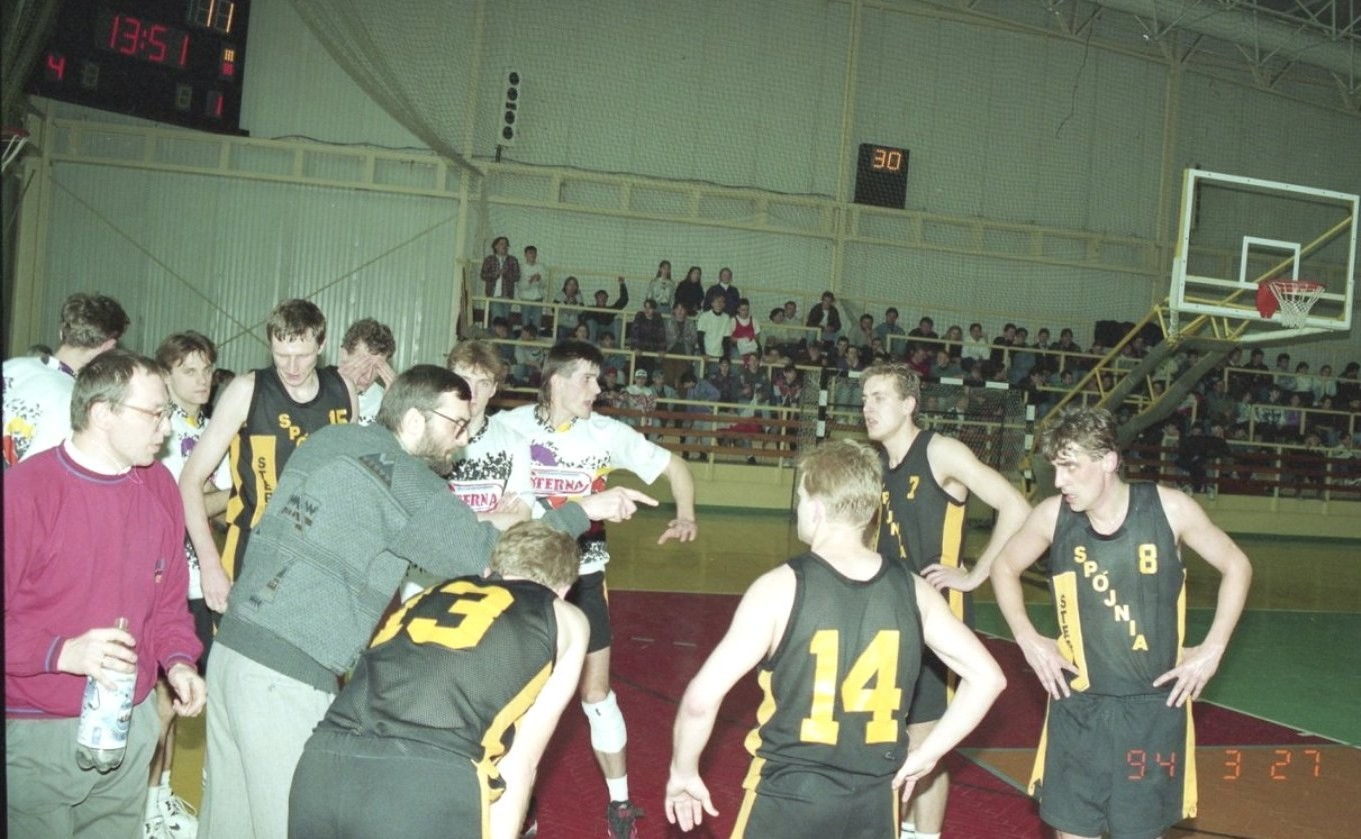
Trenerzy Chodkiewicz, Major (L1) w meczu z Wybrzeżem Gdańsk (1994)
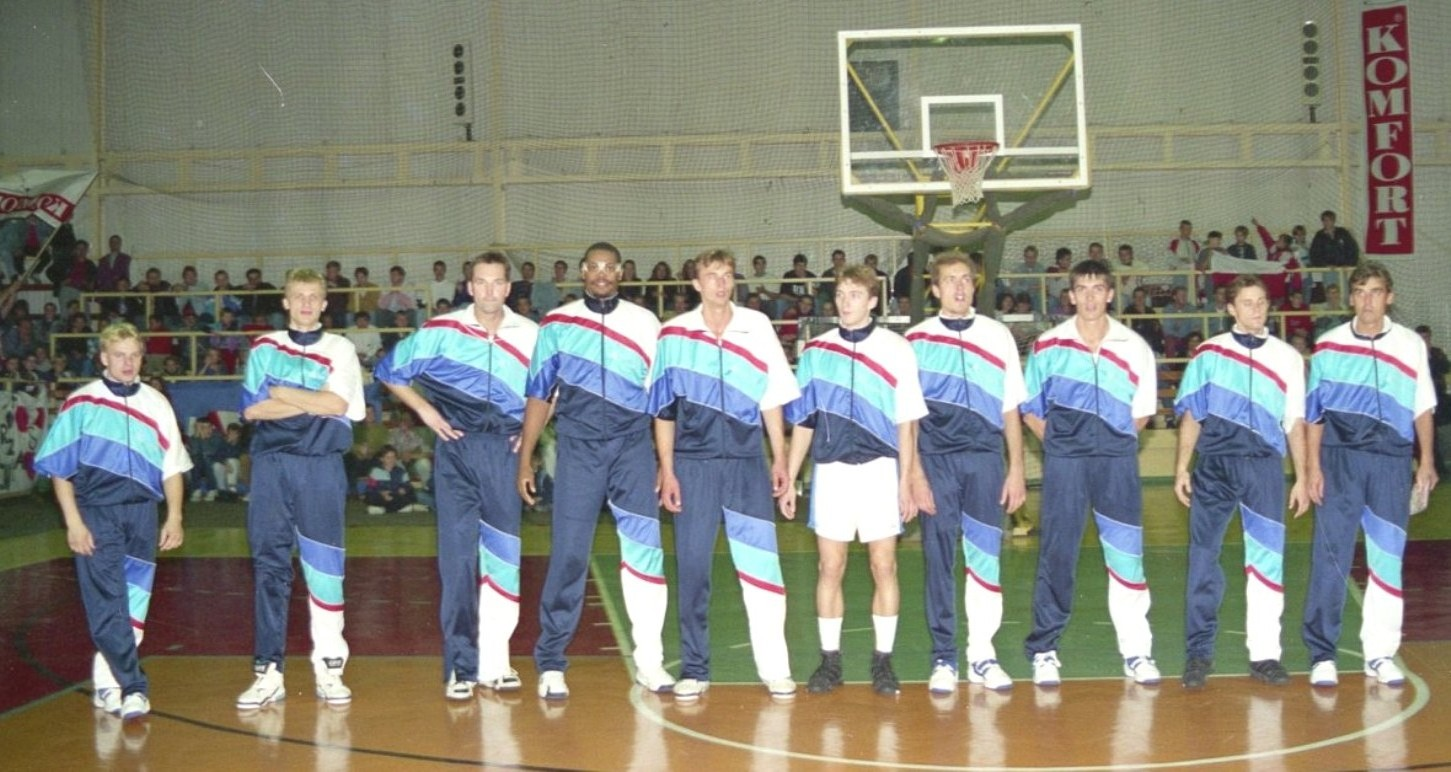
Spójnia-Komfort Stargard w PLK (22.10.1994)[z]
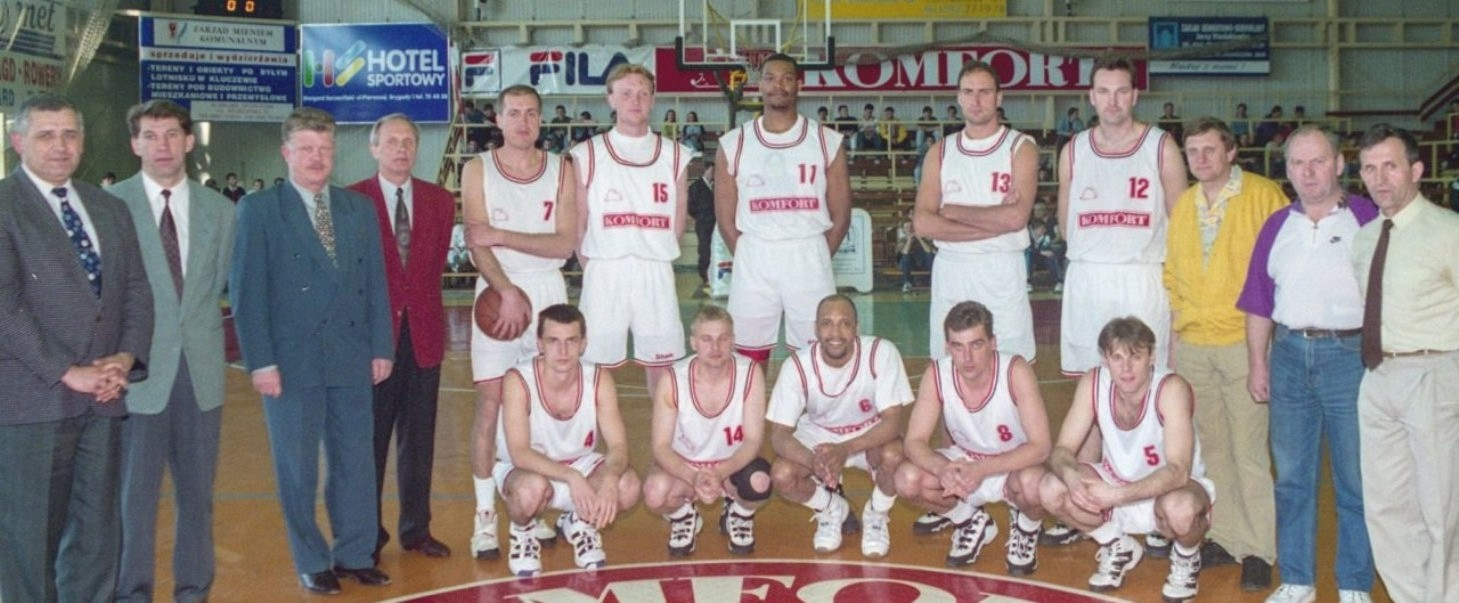
Komfort Stargard (1996)[aa]
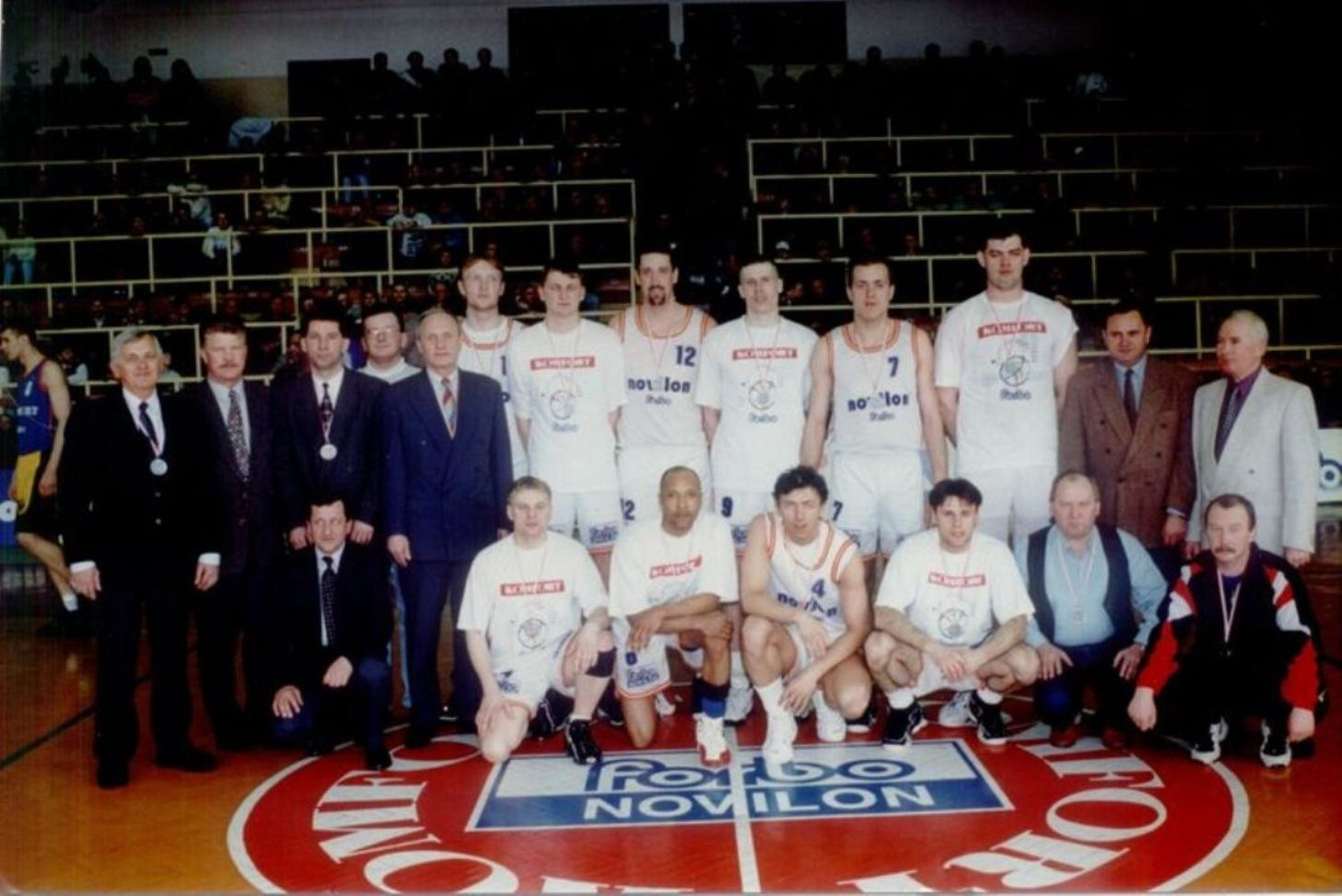
Spójnia wicemistrz Polski (1997)[ab]
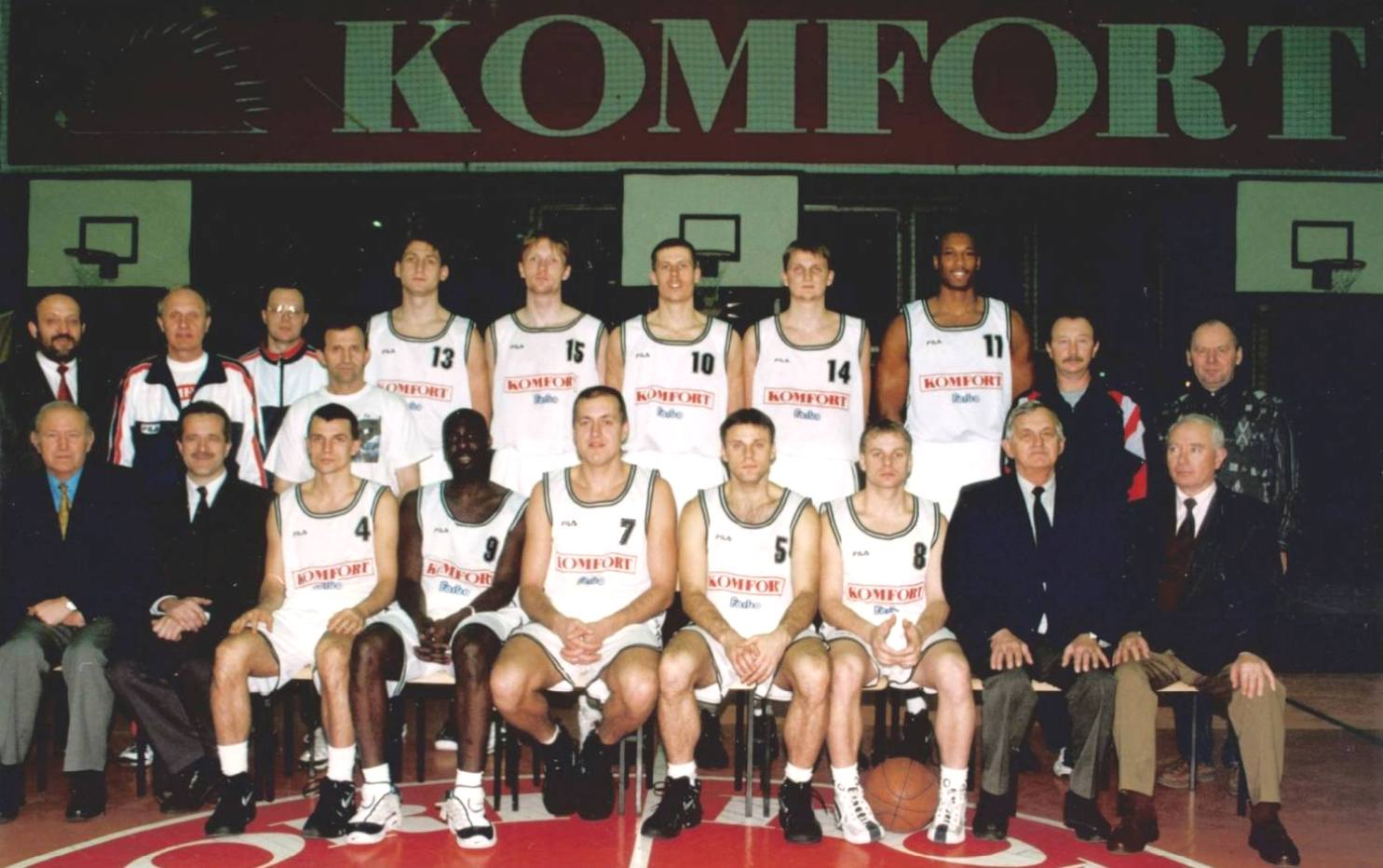
Komfort Stargard (1997–1998)
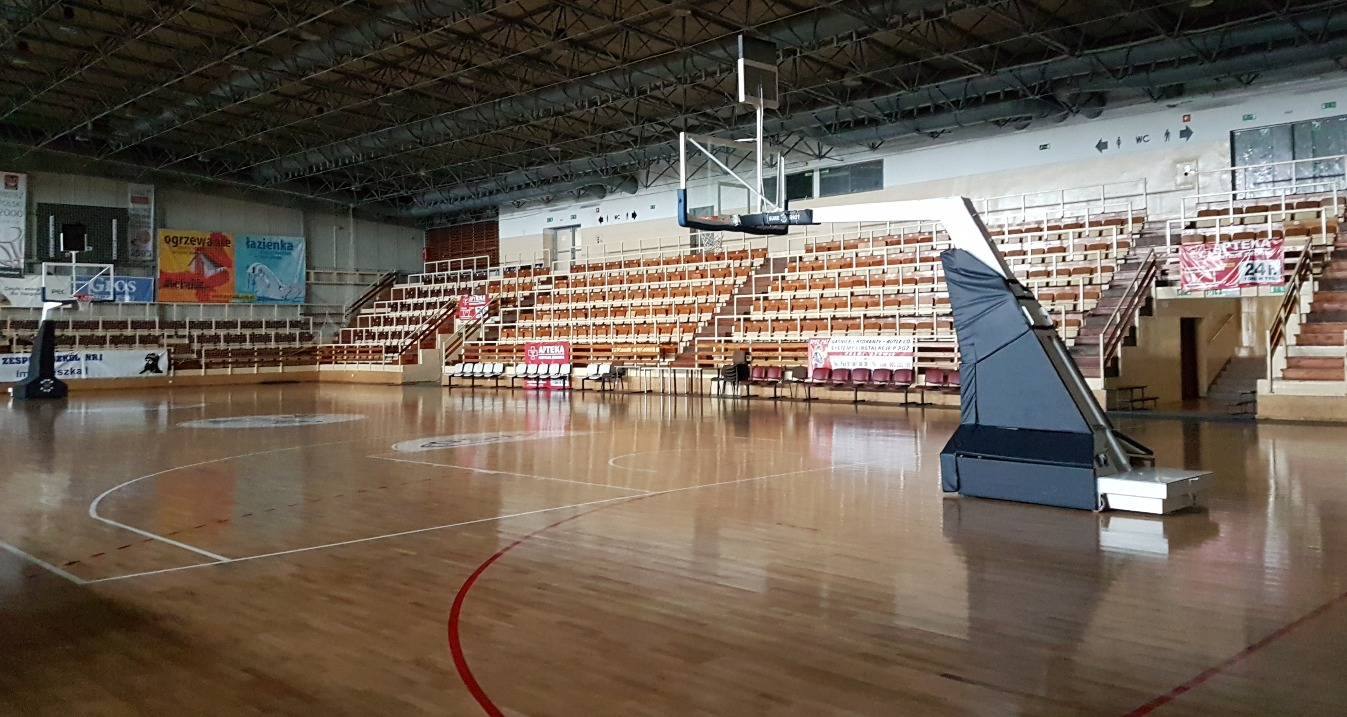
Hala sportowa OSiR, widok na starą trybunę
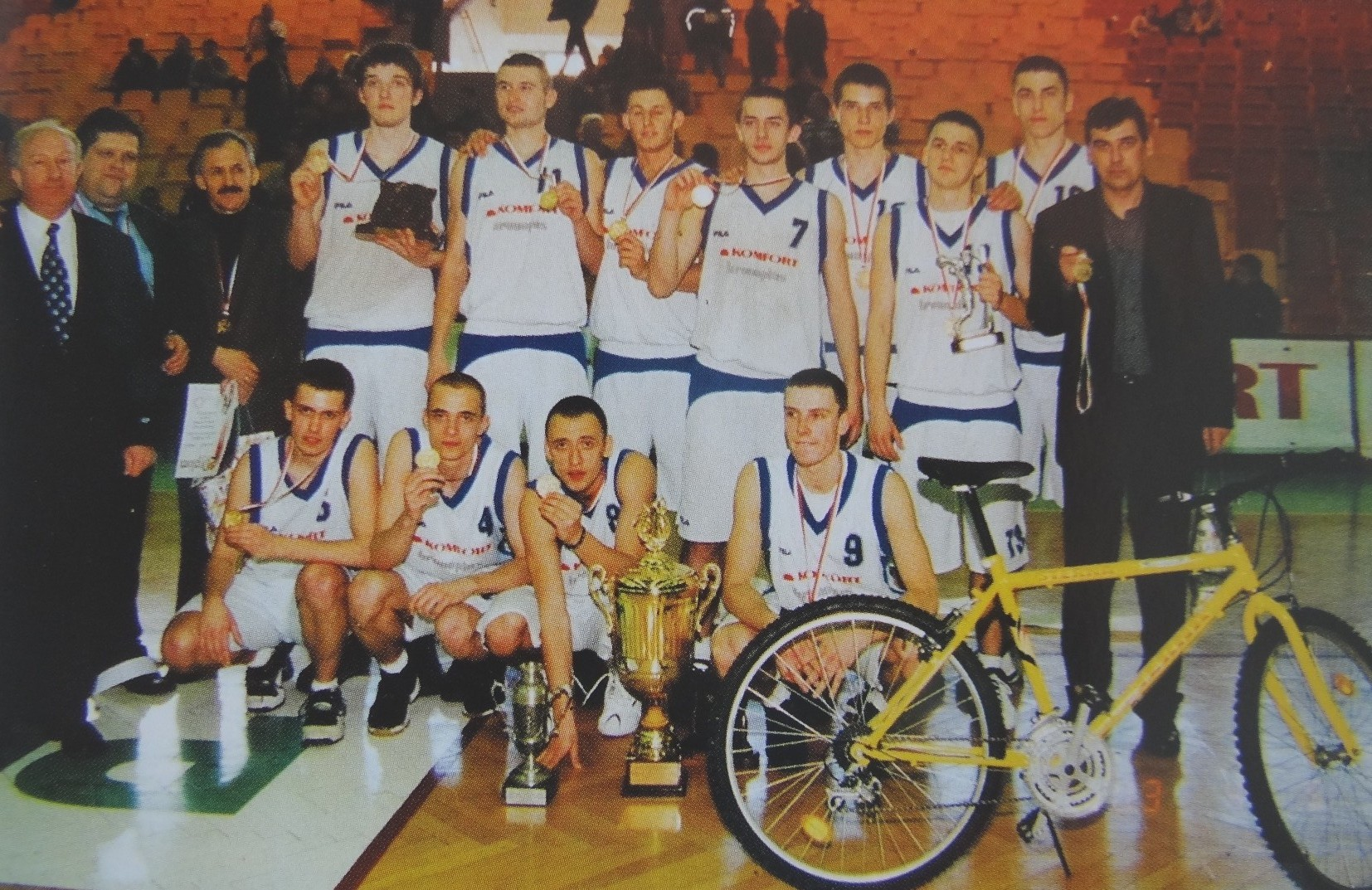
Mistrzostwo Polski jun. star. (2003)
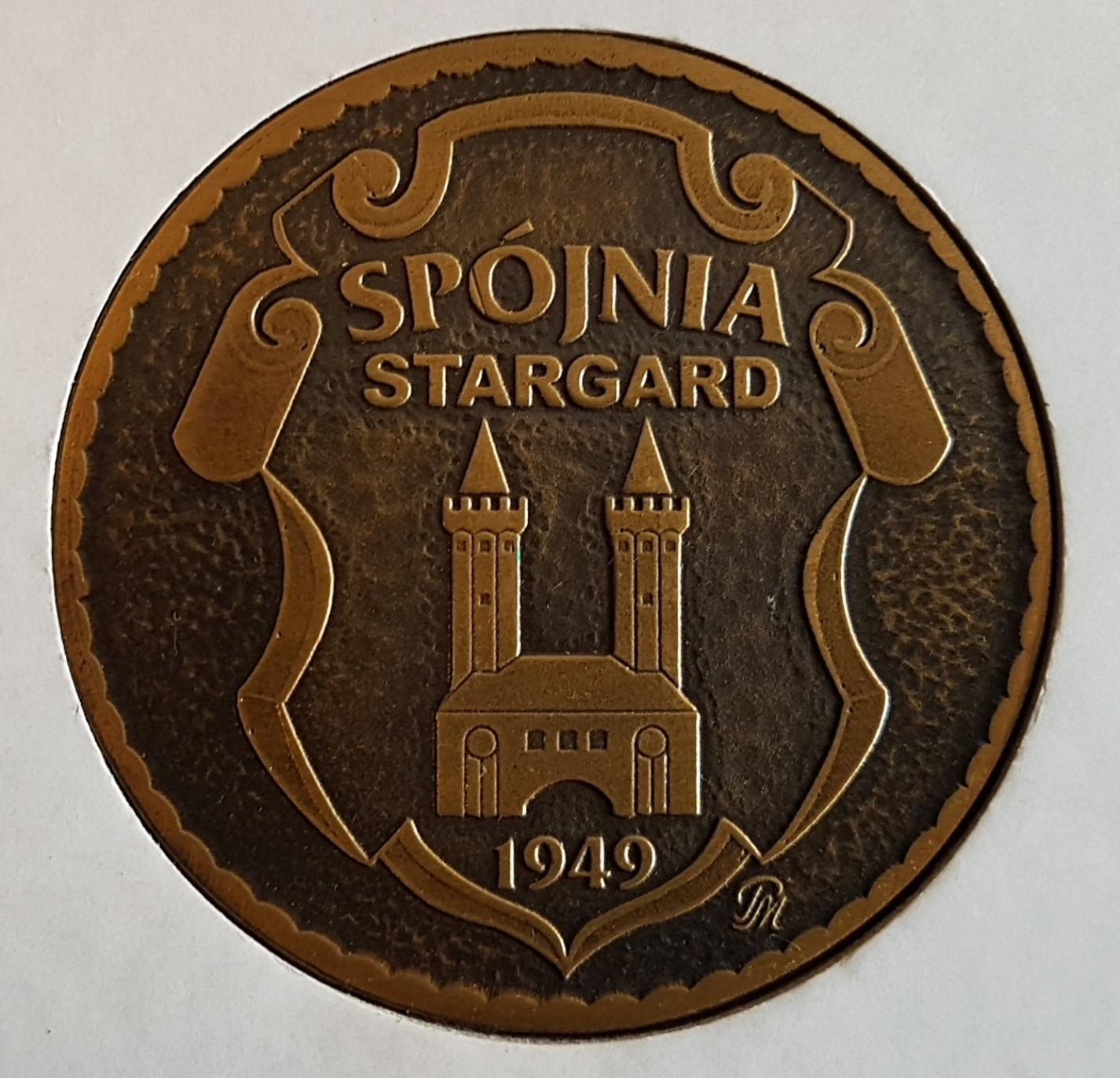
Medal 60-lecia Spójni Stargard (2009)
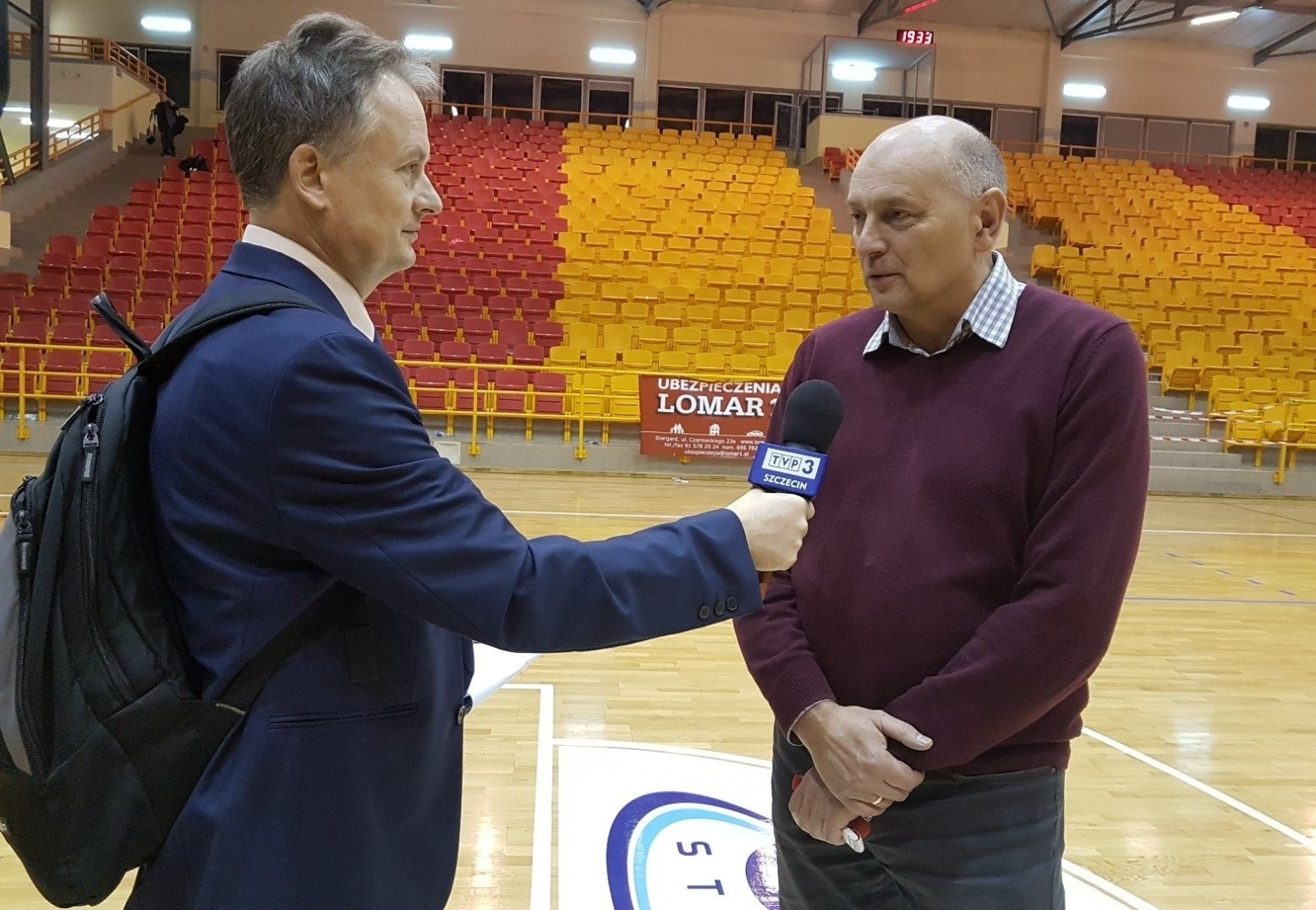
Były prezes Spójni Tadeusz Gutowski (2017)
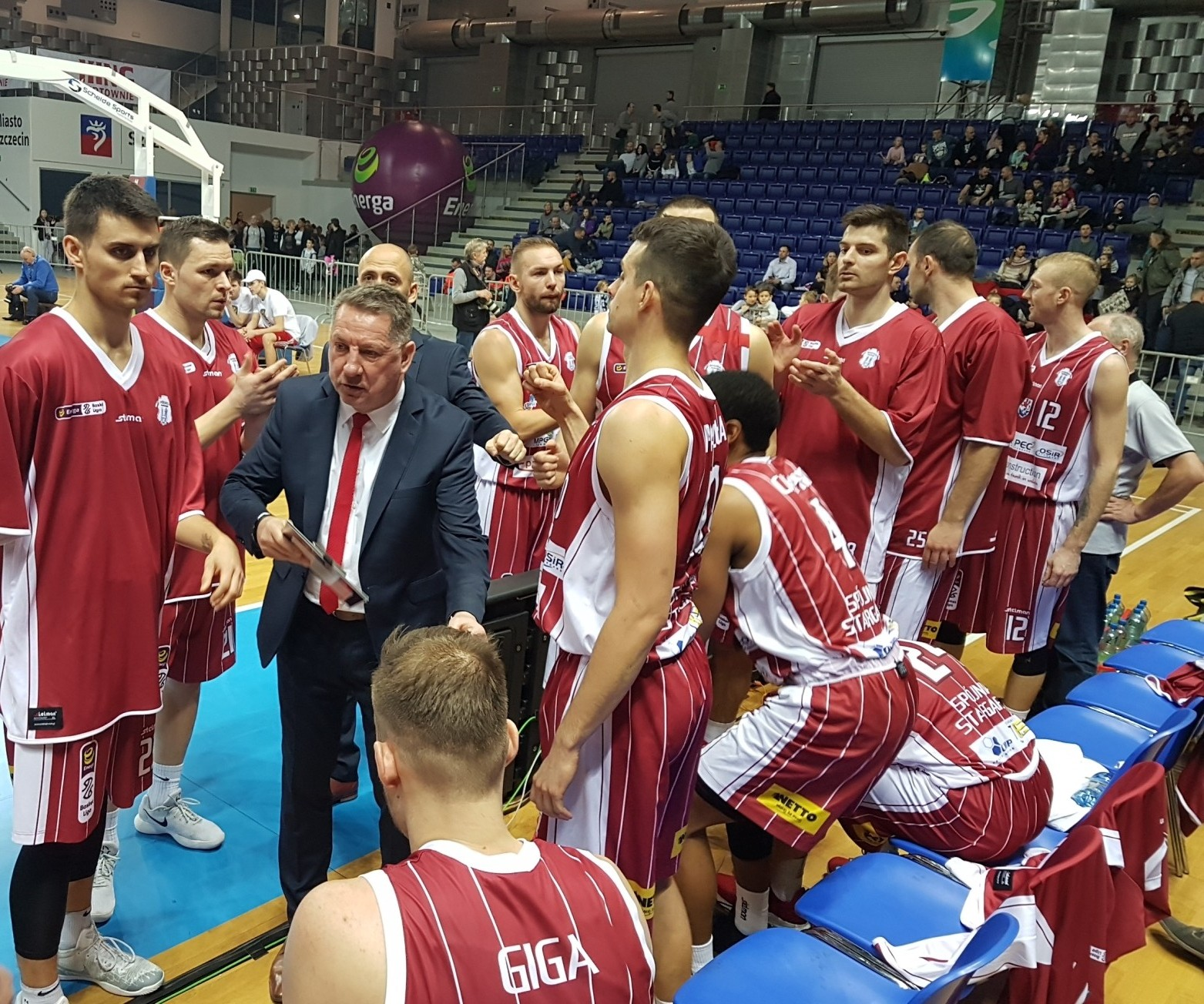
Spójnia w Szczecinie (20.01.2019)
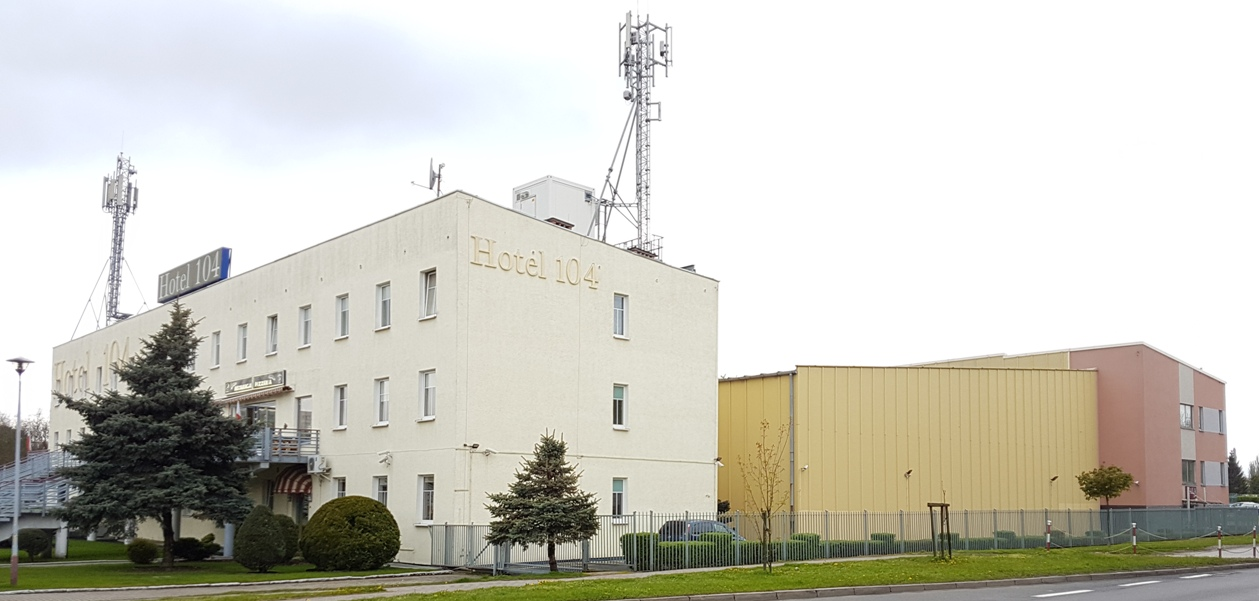
Hala OSiR w Stargardzie
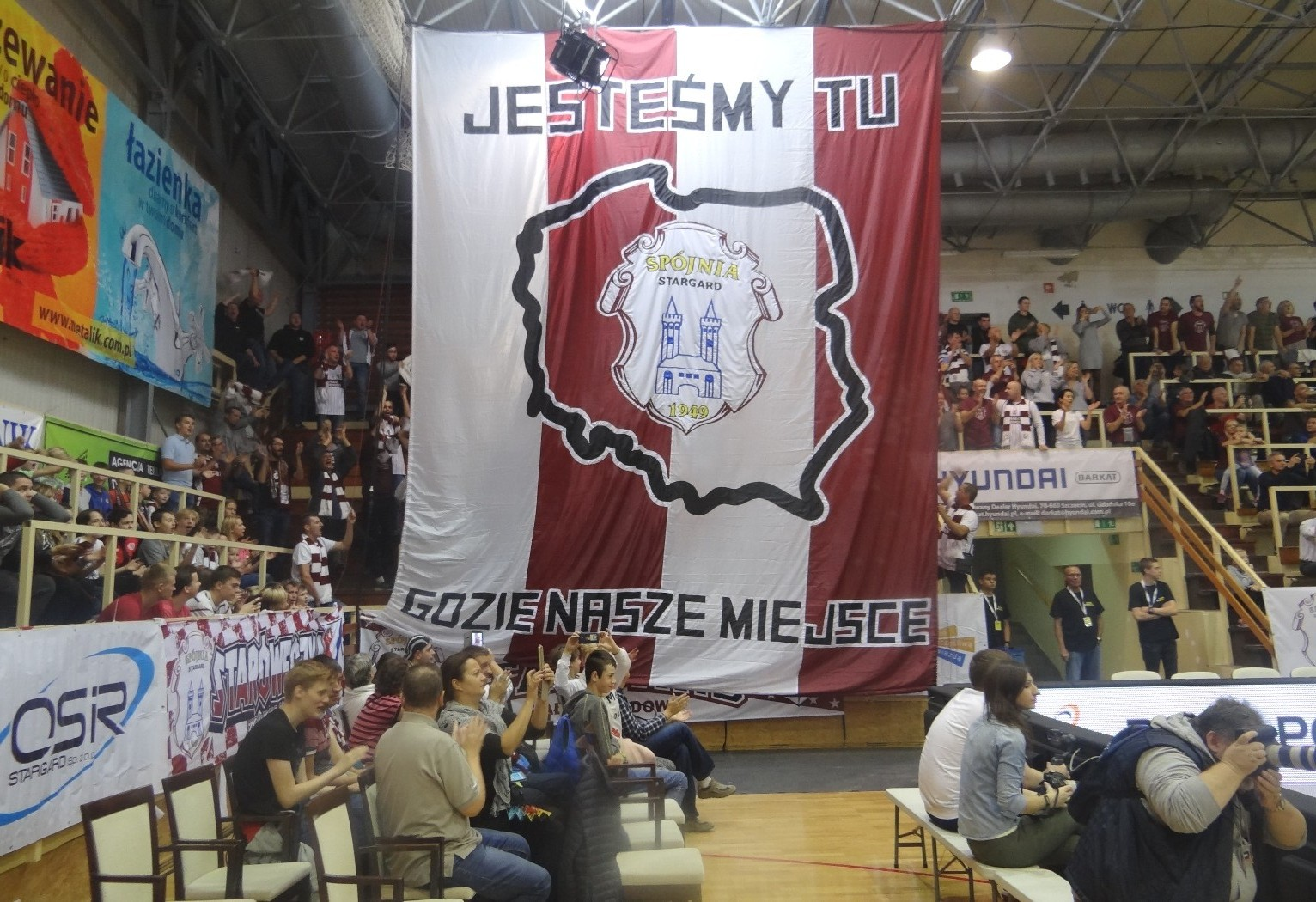
Sektorówka Pierwszej Brygady
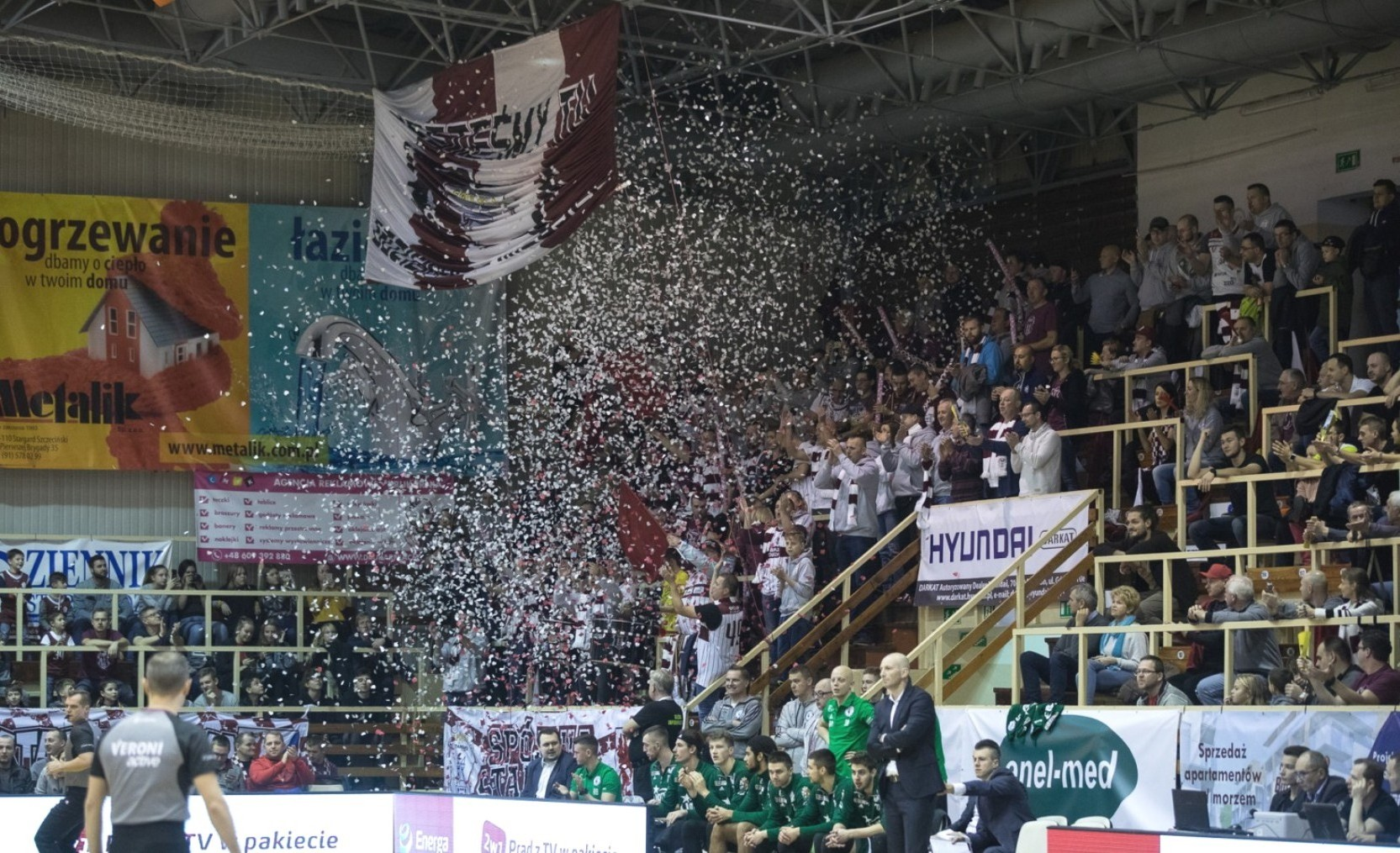
Stargardzki klub kibica
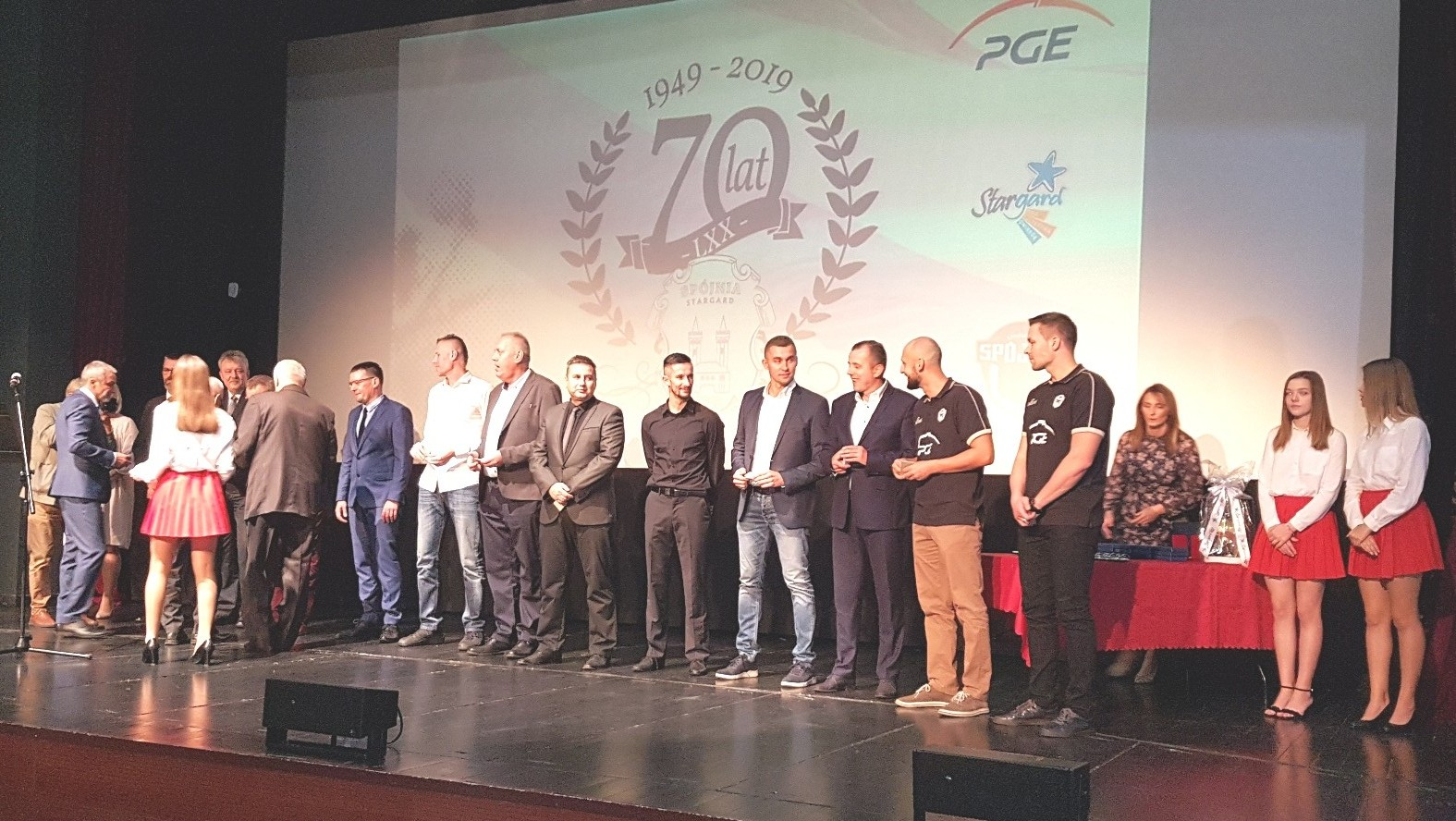
70-lecie Spójni Stargard (09.2019)
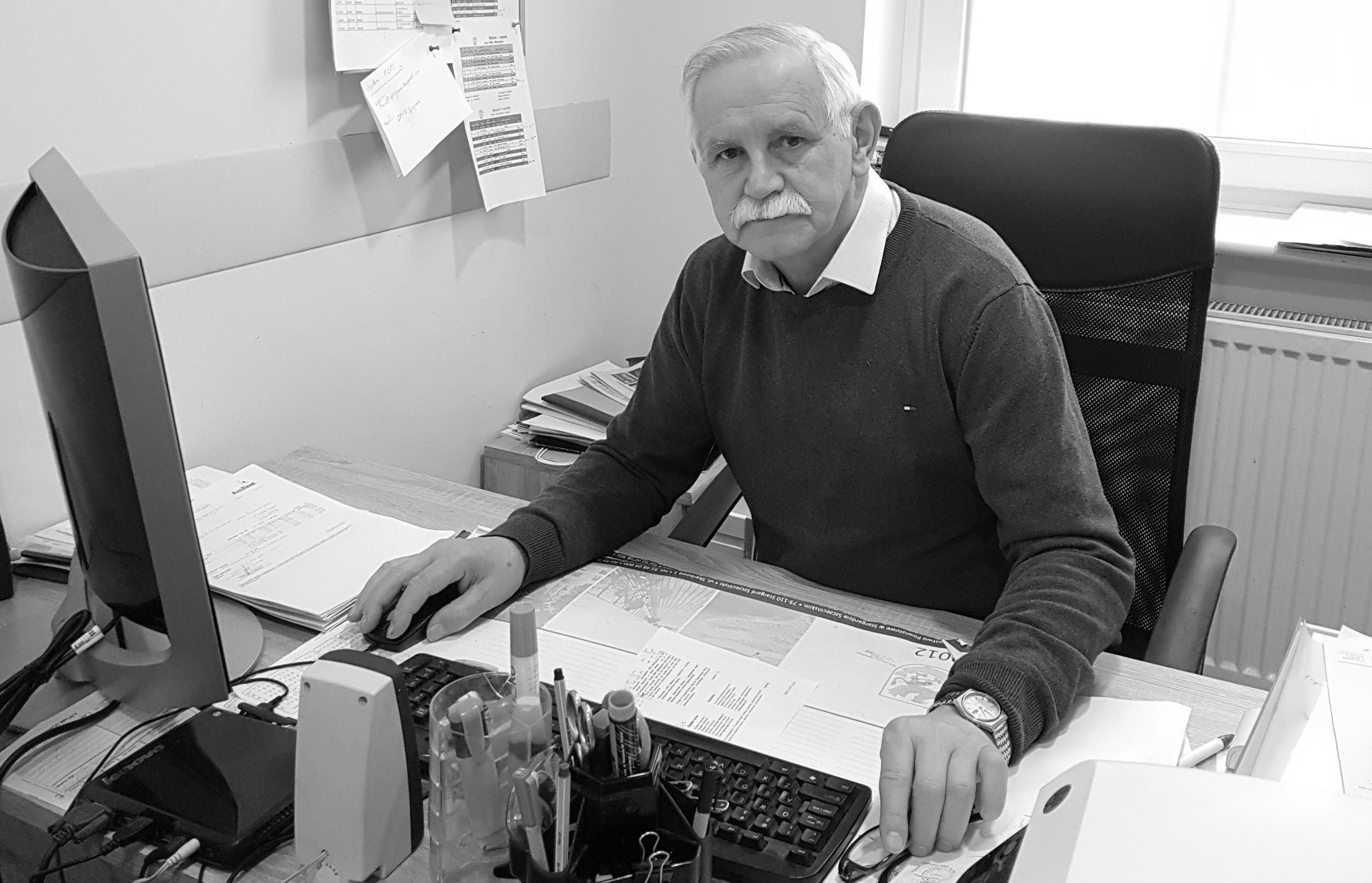
Były kierownik biura Krzysztof Wiśniewski
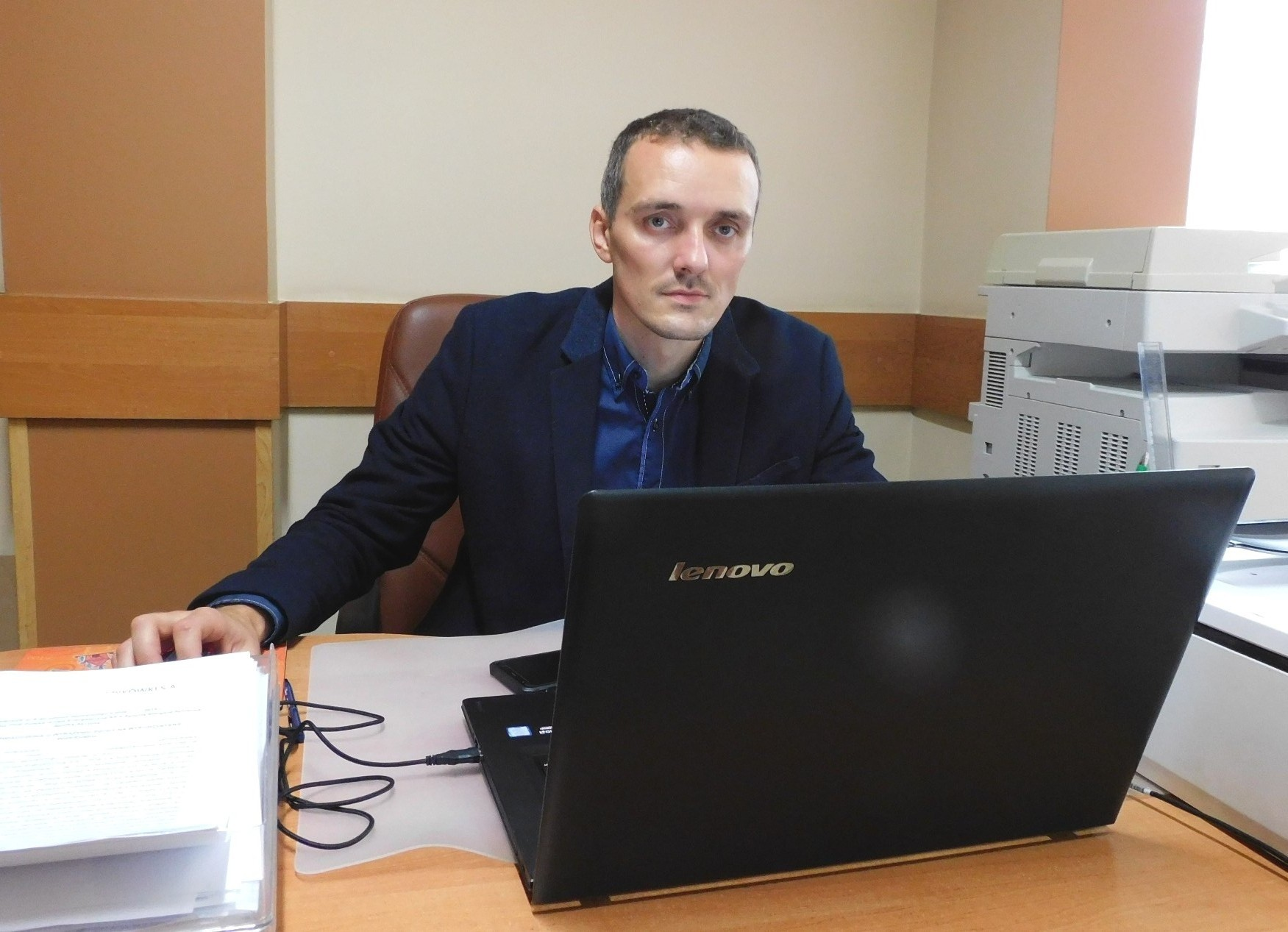
Manager klubu Piotr Biernikowicz
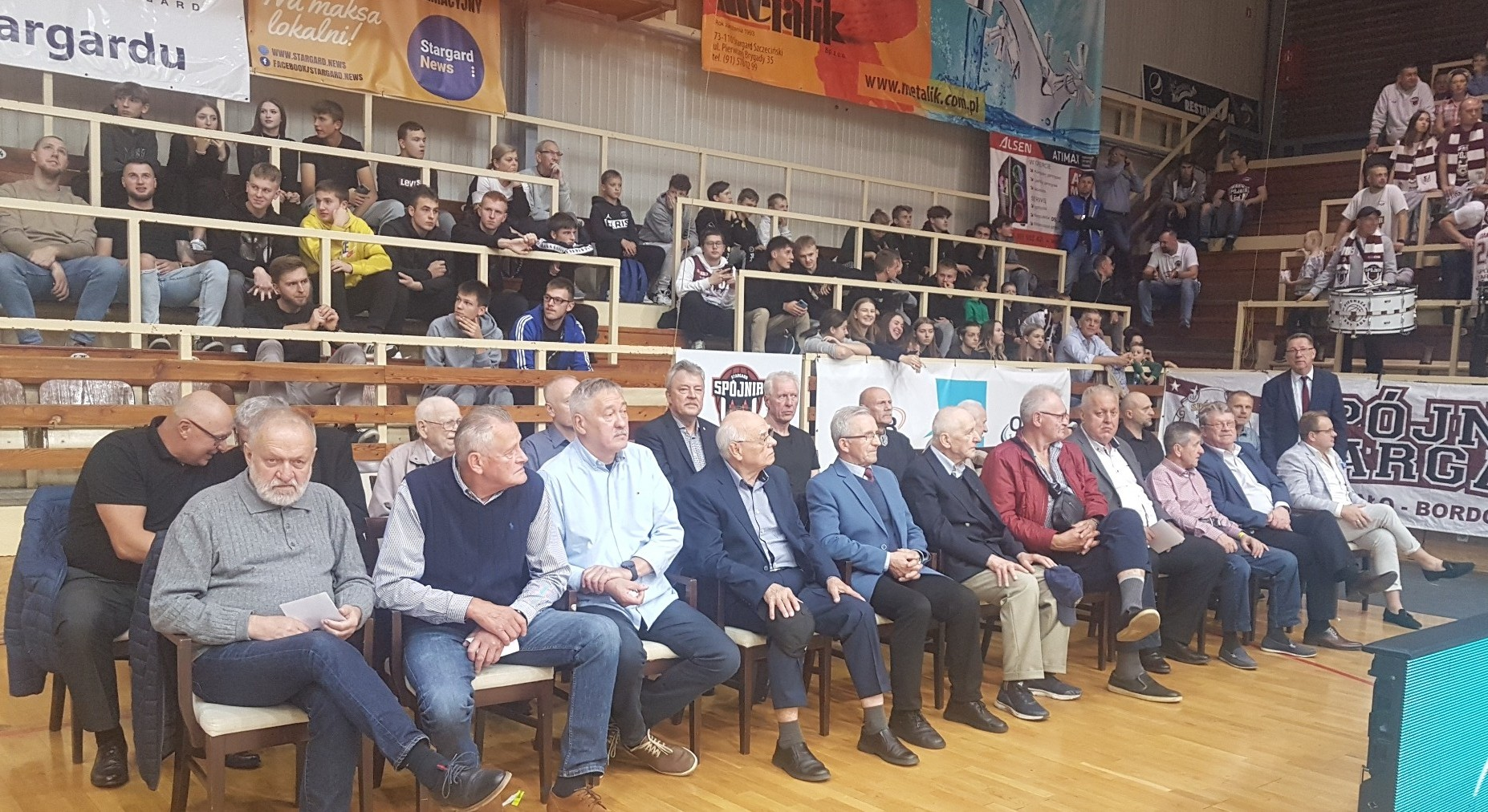
Spójnia Stargard (30.09.2022)[ac].
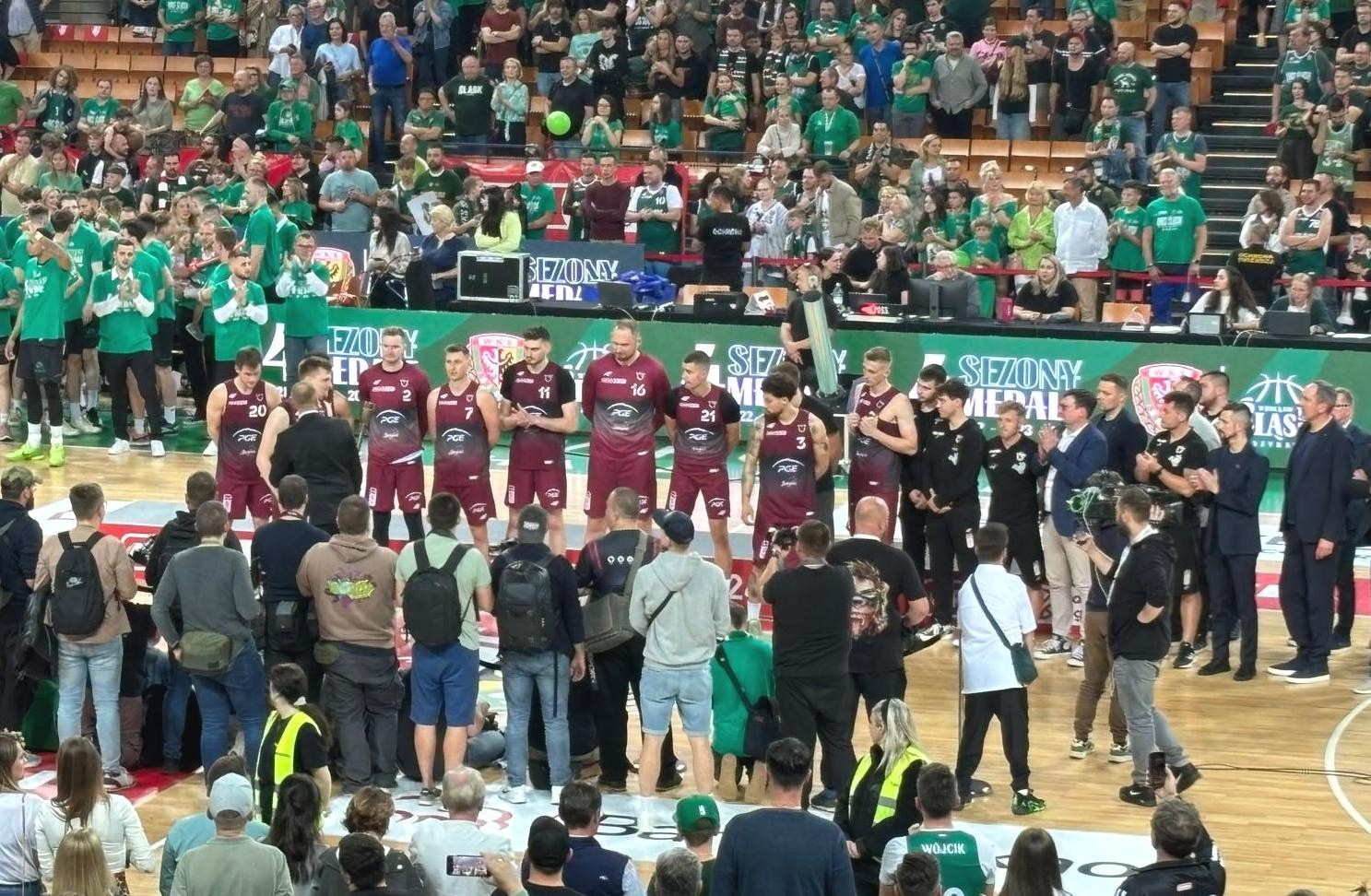
Mecz o III miejsce Śląsk–Spójnia (2024)
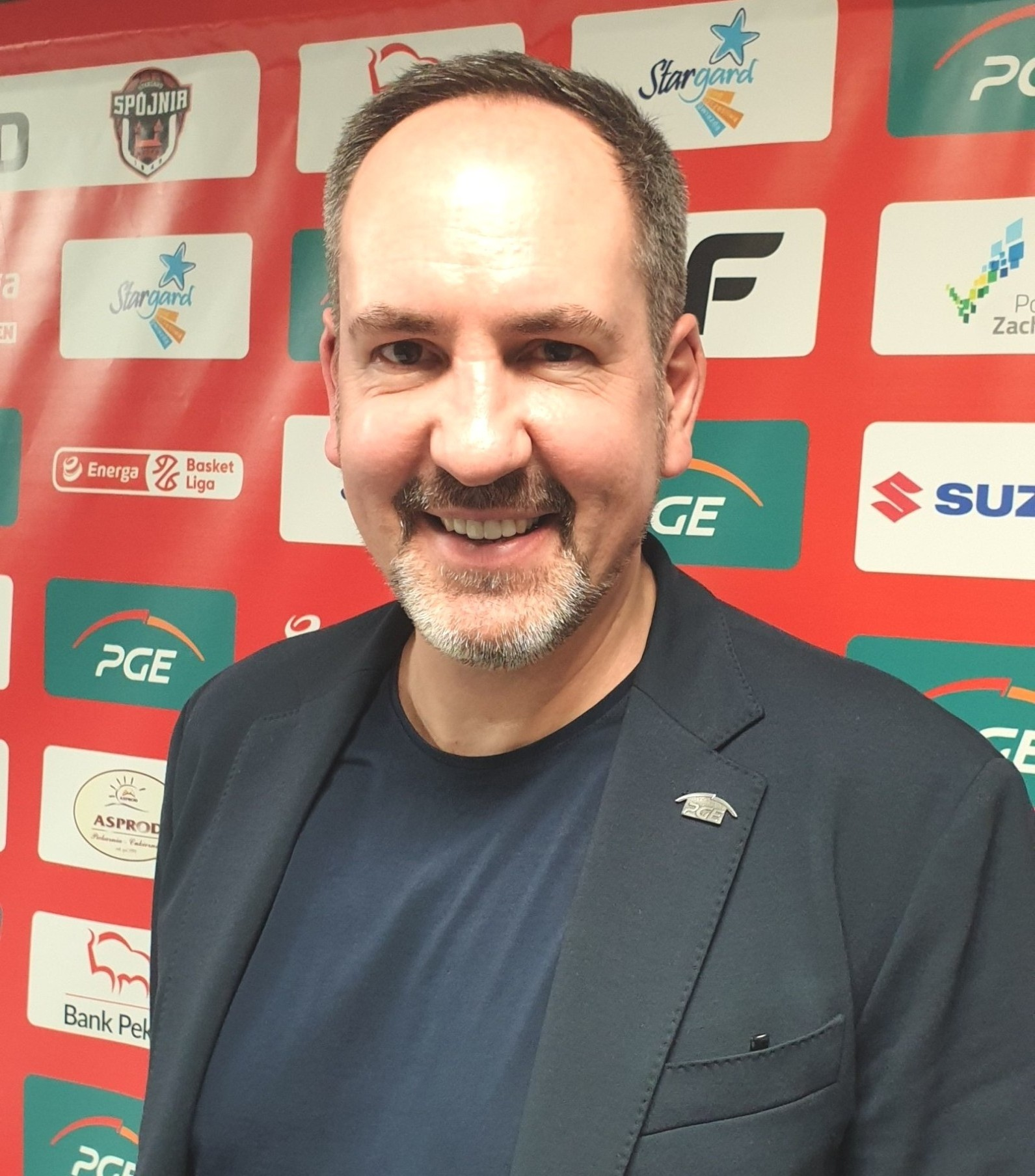
Sebastian Machowski (2023/2024)
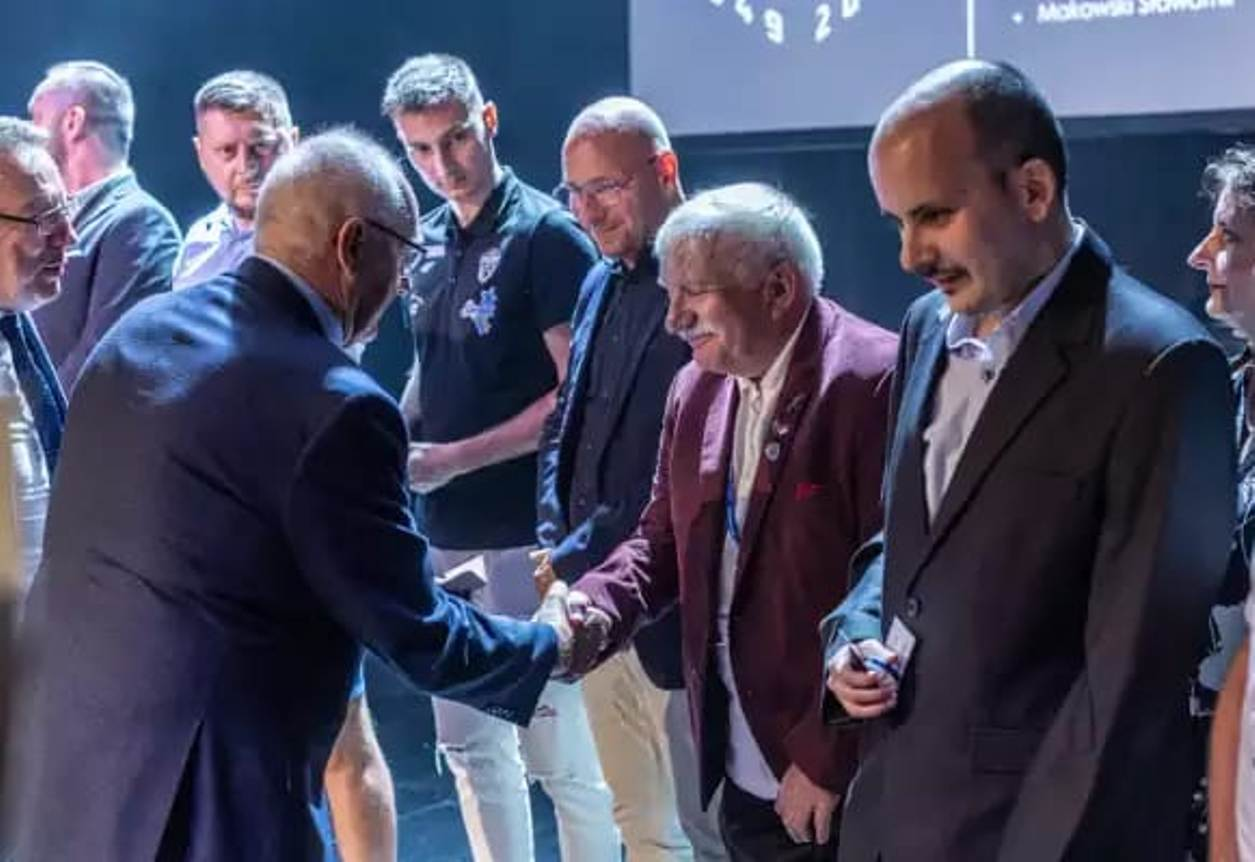
Wyróżnienia z ok. 75 lecia (2024)
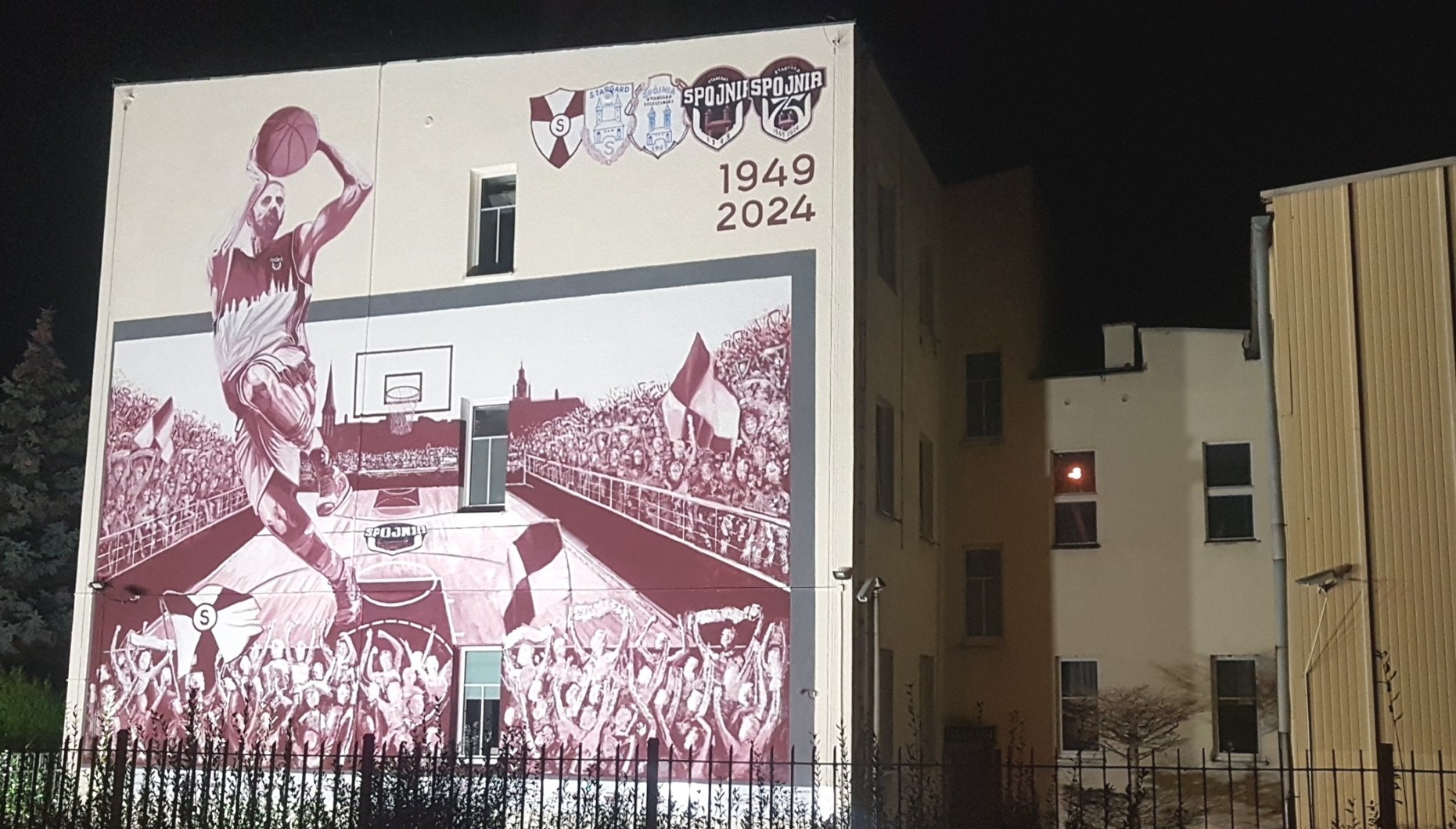
Mural na 75 lecie Spójni (2024)
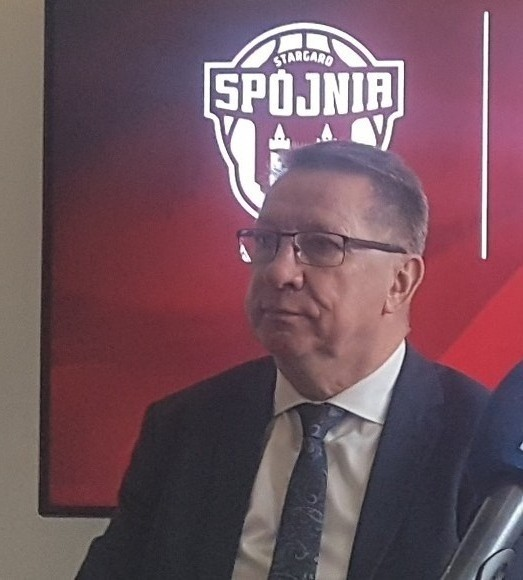
Krzysztof Koziorowicz (29.10.2024)
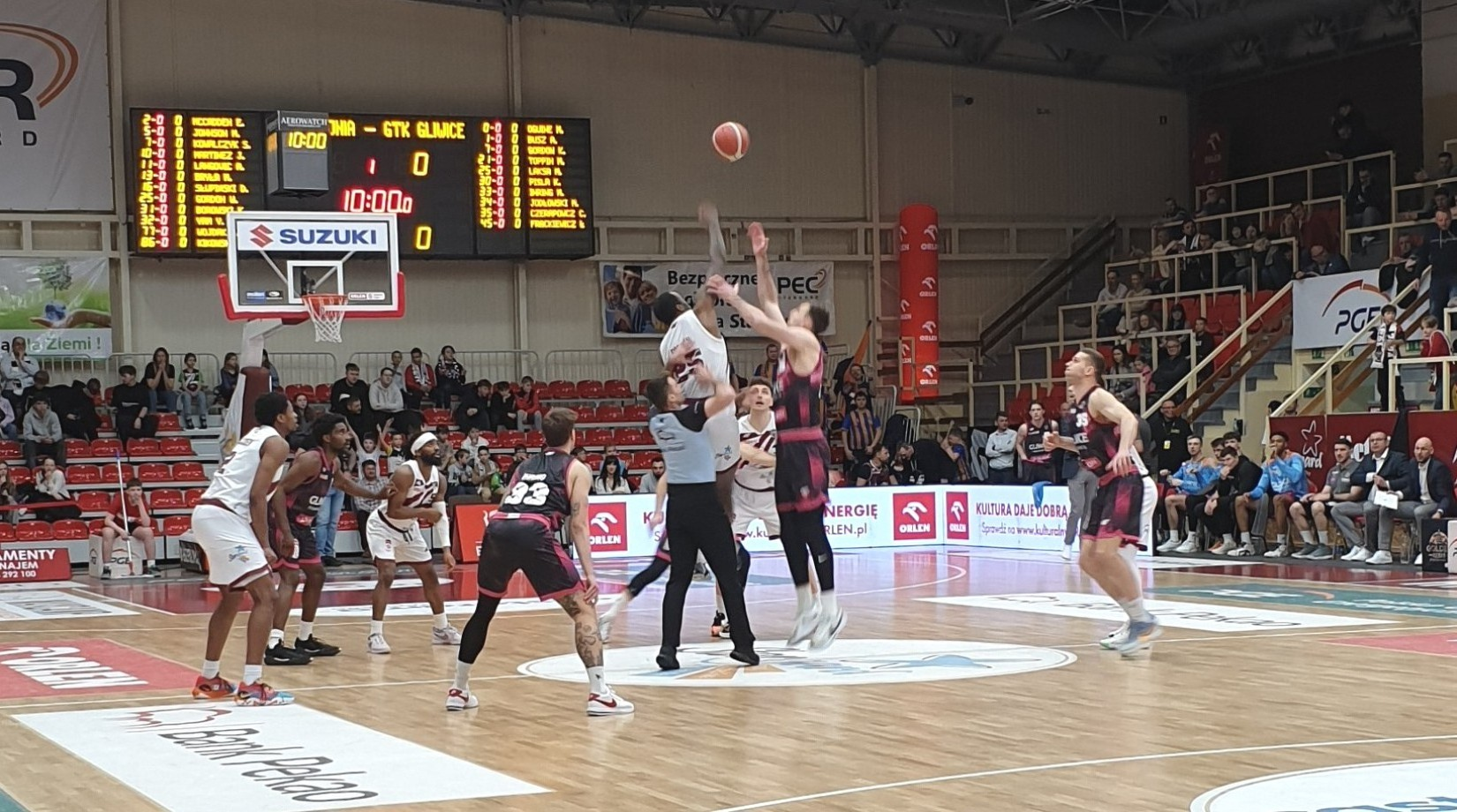
Mecz PGE Spójnia z GTK Gliwice (2025)